# Letteratura tedesca
La letteratura tedesca raccoglie l'insieme delle opere letterarie scritte in tedesco, per cui vengono incluse la letteratura austriaca, quella della Svizzera tedesca e quella delle altre isole linguistiche tedesche. Si inscrivono nel campo della letteratura anche le opere che non perseguono in maniera diretta un progetto estetico, ma comunque frutto di particolare rigore compositivo, come gli scritti storiografici, delle scienze sociali, di filosofia, di religione e di storia della letteratura, oltre a diari ed epistolari.
Le periodizzazioni letterarie sono sempre difficili da delineare. I periodi sono qui ordinati (fin dove sarà possibile) a seconda del loro inizio. In tal modo, le interdipendenze tra le varie fasi potranno essere meglio ravvisate.

## Alto Medioevo (750-1170 circa)
La letteratura dell'Alto Medioevo ha conosciuto solo una diffusione orale e, per tale motivo, è andata quasi del tutto perduta. Affidare alla scrittura delle conoscenze implicava al contempo, quasi sempre, una trascrizione in latino (per esempio, le leggi delle tribù germaniche). L'esistenza di un bacino di leggende dell'aristocrazia (canti epici, laudi per il principe, racconti in versi) e di una tradizione lirica (ballate, canzoni d'amore, lamenti funebri, formule magiche) può soltanto essere supposta. Solo per caso ne sono stati registrati alcuni frammenti negli ambienti monastici. Un esempio ci è fornito dalle formule magiche di Merseburgo (Merseburger Zaubersprüche), due formule di scongiuro che rappresentano l'unica testimonianza scritta della religiosità pagana nell'area linguistica tedesca. La seconda di esse recita:
Phol ende Uuodan
uuorun zi holza.
du uuart demo Balderes
uolon sin uuoz birenkit.
thu biguol en Sinthgunt,
Sunna era suister,
thu biguol en Friia,
Uolla era suister;
thu biguol en Uuodan,
so he uuola conda:
sose benrenki
sose bluotrenki,
sose lidirenki,
ben zi bena,
bluot zi bluoda,
lid zi geliden,
sose gelimida sin

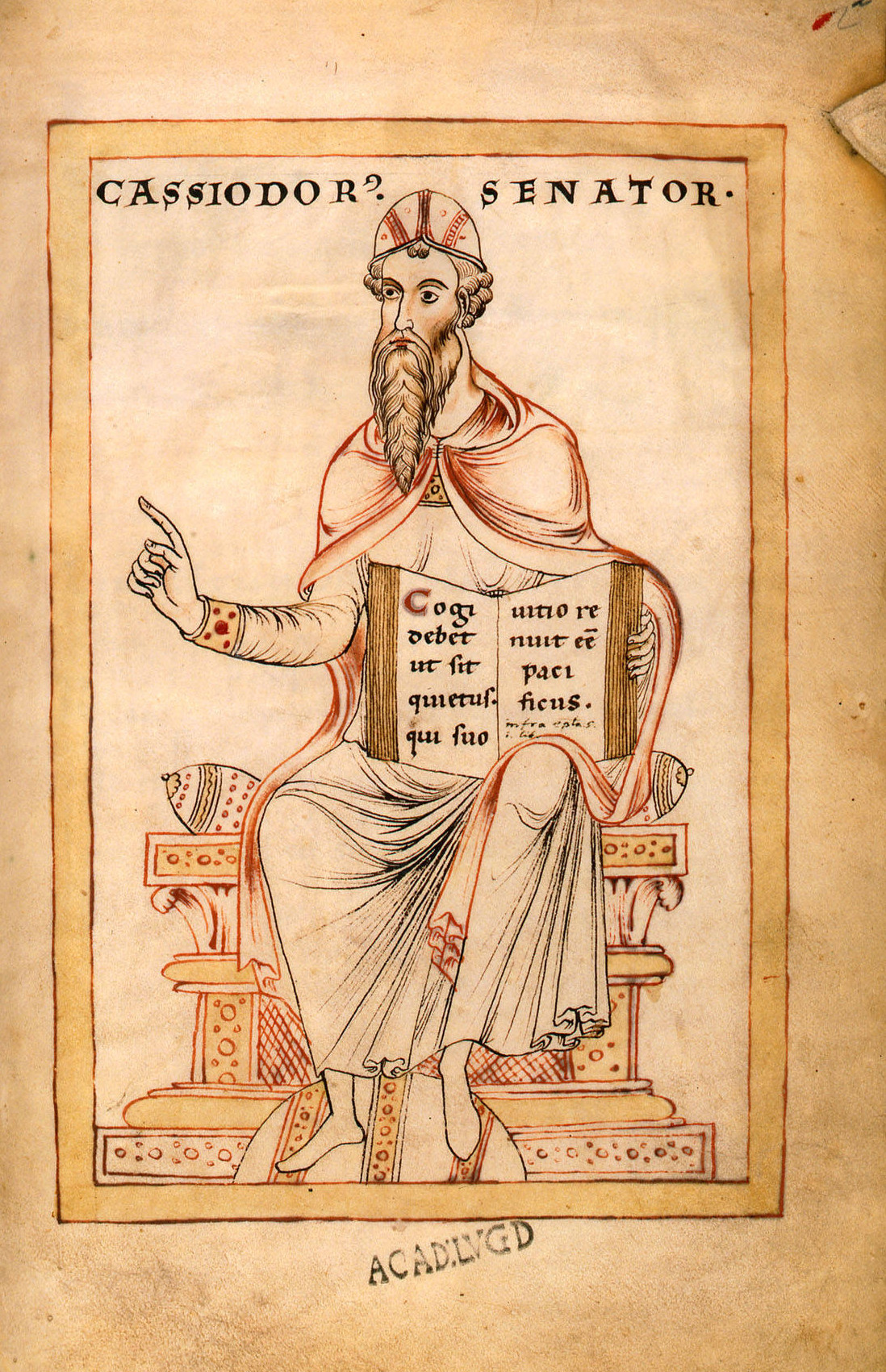
Cassiodoro, da un manoscritto su vellum del XII secolo

Stando alla lezione più comunemente accettata e condivisa da Ladislao Mittner:

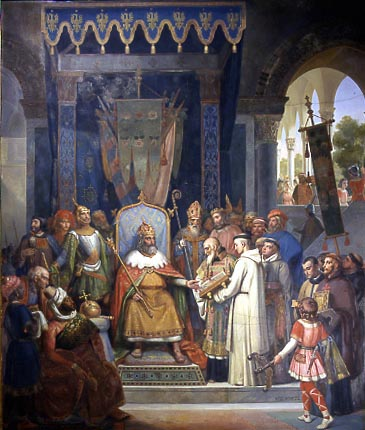
Alcuino di York presenta i manoscritti del suo scriptorium a Carlo Magno (Victor Schnetz, 1830) nel palazzo di Aquisgrana

Phol e Wodan cavalcarono verso il bosco;
si storse allora il piede del cavallo di Balder.
Pronunziò allora parole di scongiuro Sinthgunt e Sunna, sua sorella;
pronunziò allora parole di scongiuro Freyja e Volla, sua sorella;
pronunziò allora parole di scongiuro Wodan, come egli sapeva fare alla perfezione
[contro la] slogatura dell'osso, slogatura con sangue,
slogatura di un membro:
“Osso [torni] ad osso, sangue a sangue,
membro a membro; così siano saldamente uniti”.
I primi documenti dell'alto tedesco antico risalgono all'VIII secolo e sono da ricercare in un milieu culturale molto diverso: nel momento dell'impiego della lingua volgare – è qui possibile il parallelismo tra theudisca lingua e lingua vulgaris: indoeuropeo *teuta > gotico thiuda "popolo" (più il suffisso isk a formare thiudisk, come il latino vulgus dà vulgaris) – come strumento di evangelizzazione e come ausilio per la comprensione dei testi latini (le glosse): la letteratura tedesca nasce nella Germania centromeridionale in ragione del processo di parificazione ortografica e lessicale cui i conventi, anche assai distanti, tesero nella loro opera di traduzione, copiatura e conservazione dei manoscritti.
Gli attivissimi scriptoria dell'abbazia di Fulda e San Gallo traghettarono quanto ancora rimaneva della cultura classica oltre il naufragio del Medioevo, come in qualche modo tentò di fare Cassiodoro (485-580) con il suo Vivarium – sebbene la filosofia scolastica lesse i classici attraverso le lenti a volte deformanti della religione e riprese la teoria, formulata dai padri della Chiesa, dell'«ingiusto possesso», che riconobbe sì agli scrittori pagani una indiscutibile grandezza, ma ingiusta e da armonizzare con la fede.

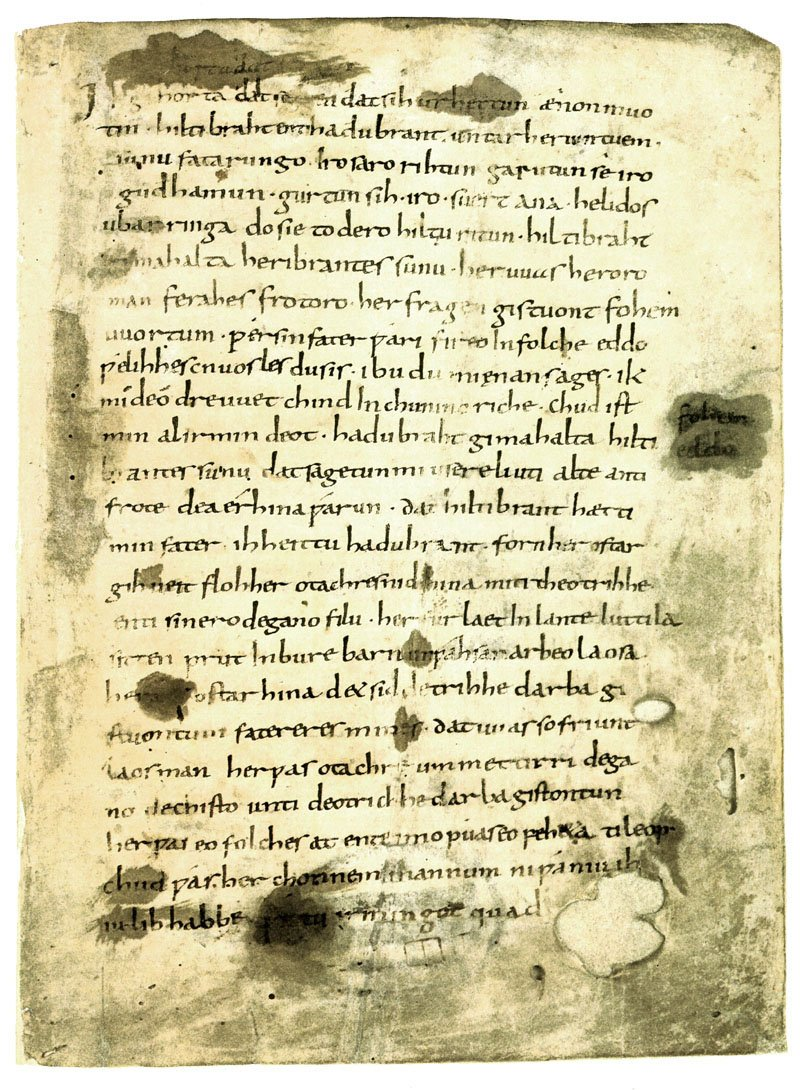
La prima pagina del Carme di Ildebrando

La prima vera opera in lingua tedesca è ritenuta l'Abrogans, un glossario bilingue latino-tedesco – voluto da Arbeone, vescovo di Frisinga dal 764 al 783 –, che costituisce una raccolta di sinonimi e curiosità linguistiche della tarda romanità. Grande importanza ha l'opera dell'anonimo traduttore del De fide catholica […] contra Judaeos di Isidoro di Siviglia (560-636), che primo provò, intorno al 790-800, a regolare l'ortografia di un tedesco ancora in fieri.
L'epoca di Carlo Magno dà nuovo impulso alla cura delle arti e della letteratura (rinascita carolingia): vengono chiamati alla Schola palatina – la scuola, istituita per l'aristocrazia, seguiva gli spostamenti della corte itinerante di Carlo – i maggiori studiosi del tempo, tra cui Alcuino (735-804) e Paolo Diacono (720-799); si raffina il ductus dei copisti, che promuovono la scrittura chiara ed elegante chiamata minuscola carolina; un forte giro di vite, nel tentativo di tenere insieme un impero multiforme attraverso amministratori capaci, viene dato alla scarsa conoscenza che i sacerdoti avevano del latino (Epistola de litteris colendi). L'ampio movimento di riforma culturale, di concezione già preumanista, rallenterà – fino ad arrestarsi del tutto – con i torbidi dinastici che seguirono la morte di Carlo.

Il Muspilli (825-30 ca.)

Sono del IX secolo le due lunghe parafrasi dei Vangeli, lo Heliand (830 ca.), promosso da Fulda, in sassone antico, ancora allitterante, e il Liber evangeliorum di Otfrid di Weissenburg (800 ca. - 870 ca.), redatto nei nuovi, precursori versi a rima finale (verso otfriediano). Sempre a Fulda venne effettuata la prima copia della preghiera di Wessobrunn, che ha come oggetto la creazione del mondo, e quella dell'unica canzone epica conservatasi in Germania, il Carme di Ildebrando (Hildebrandslied).
Il Carme (redatto nell'800 ca.), l'espressione più alta del tedesco antico, è costituito da 68 versi, nei quali compare – forse per un errore di copia – la prima rima a noi nota: accanto ai versi dallo stile rigidamente stichico, caratteristico della poesia delle origini – che faceva corrispondere ad ogni verso una compiuta unità logica: allitterazione, stile stichico, forte accento sulla prima sillaba delle parole rappresentano quanto vi è di tipicamente germanico nella poesia tedesca – si affiancano i versi dalla metrica ad arco, l'enjambement. La storia vede confrontarsi il vecchio Ildebrando – che combatte al fianco del re Teodorico per riconquistare l'Italia occupata da Odoacre – a suo figlio Adubrando, riproponendo in forma estrema il topos narrativo che oppone uomini della stessa stirpe e dello stesso sangue, nel compimento dell'ineluttabile destino di morte, la wurde. Ma in questa che potremmo definire l'ultima canzone epica bifronte affiora già un Dio dai tratti cristiani.

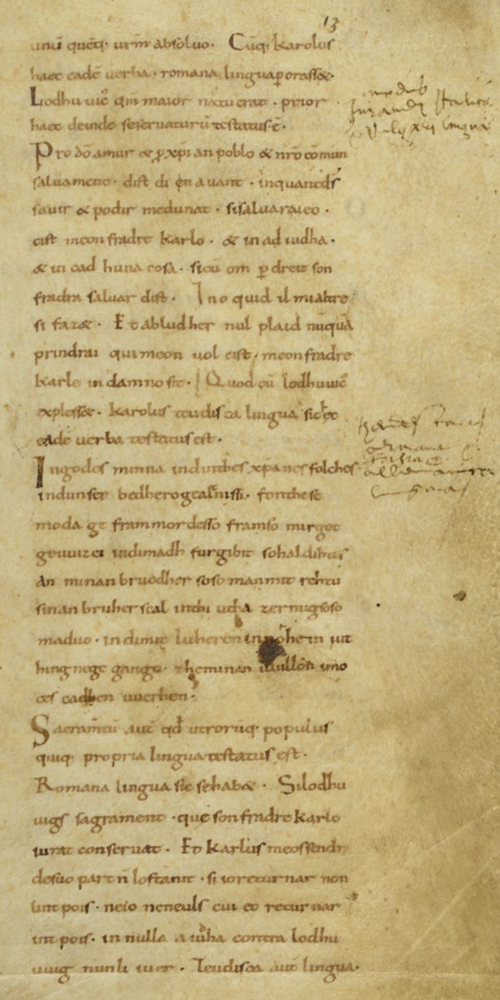
Giuramenti di Strasburgo, Codex latinus 9768, f. 13 (Parigi, Bibl. Nat.)

Il Muspilli (825-30 ca.) è una canzone sul giudizio universale, e forma con la preghiera di Wessobrunn un'ideale parabola della dottrina cristiana. Per celebrare la vittoria di Lodovico III sui Normanni, nell'881, fu invece scritta la Canzone di Lodovico, panegirico del re e poesia pagana e cristiana ad un tempo.
Il baricentro della cultura si sposta da Fulda a San Gallo nella seconda metà del IX secolo, dove operarono Notker Balbulus (840-912) – autore della cronaca leggendaria Gesta Caroli Magni e probabile ideatore della sequenza, canto rimato di argomento devoto basato su melodie liturgiche – e Notker Labeo (950 ca.- 1022), detto anche Teutonicus, che tradusse e commentò con grande acribia filologica molti autori latini, tra cui Marziano Capella (De nuptiis Mercurii et Philologiae) e Boezio (De consolatione Philosophiae).
Vene di diglossia scorrono a fondo in questa fase della poesia e della cultura, così strettamente intrecciate al latino, come nei due componimenti tedeschi dei Carmina Cantabrigensia (il De Henrico e l'Invitatio ad amicam) o nella prima poesia d'amore trasmessaci da un altro codice: du bist min, ich bin din: | des solt du gewis sin. | du bist beslozzen | in minem herzen: | verloren ist das sluzzelin: | du muost och immer drin sin (tu sei mio, io sono tua: | di ciò devi esserne certo. Tu sei chiuso nel mio cuore: | perduta è la piccola chiave: | vi dovrai restare per sempre.

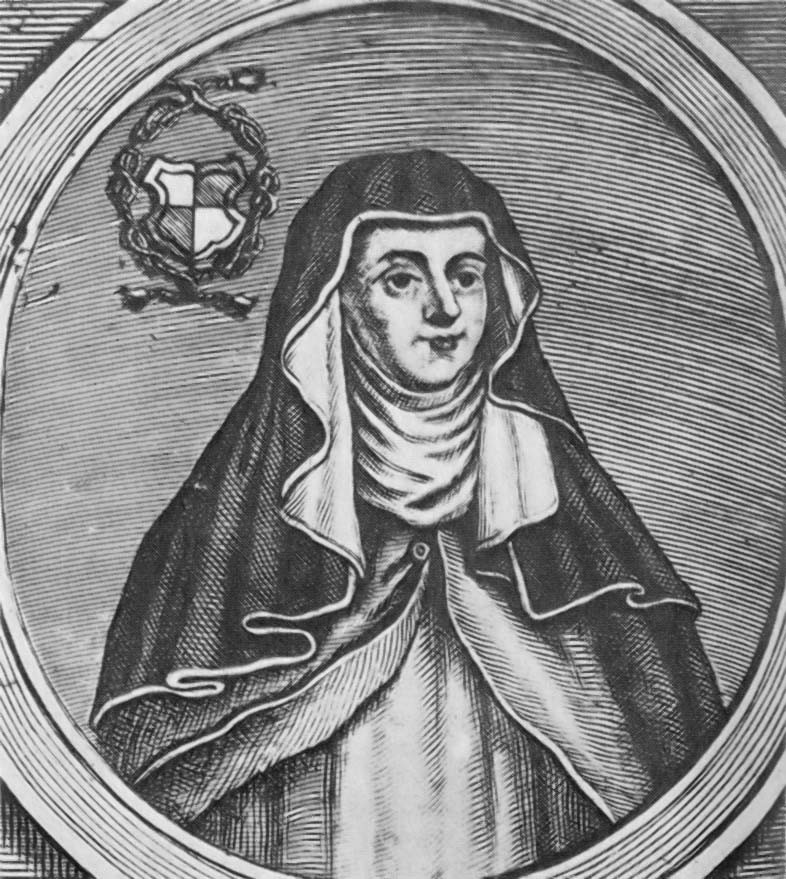
Roswitha di Gandersheim

L'impero di Carlo Magno si era diviso tra i figli Ludovico il Germanico, Lotario I e Carlo il Calvo nell'843, con il trattato di Verdun, che avviava il definitivo distacco tra l'area tedesca e quella romanza (già preannunciata dai giuramenti di Strasburgo, nell'841, dove Ludovico e Carlo – stretta l'alleanza in chiave antilotariana – parlano agli eserciti rispettivamente in francico – Pro Deo amur et pro christian poblo et nostro commun salvament [...] – e in tedesco – In godes minna ind in thes christânes folches ind unsêr bêdhero gehaltnissî [...] – ). Con la dinastia degli Ottoni (919-1024) la Germania diviene il fulcro di una politica divisa tra Bisanzio e Roma, in piena espansione economica e militare. La cosiddetta «rinascita ottoniana» è però poca cosa rispetto a quella carolingia, sebbene risalgano a questo periodo il Waltharius e l'Ecbasis.
Accanto alla larga produzione didattica e teologica si affiancano le opere – ripensamento in latino di materiali pagani – di Ekkehard I, di Roswitha di Gandersheim (935 ca. - 974 ca.), dell'anonimo di Toul e di Tegernsee.
Ekkehard I (909 ca.- 973) è forse l'autore del Waltharius manu fortis (altri pensa Gerald, il redattore del prologo). Il poema in esametri latini fu scritto intorno al 970 e narra la fuga di Waltherius d'Aquitania e dell'amata Hintgunt dalla prigionia di Attila. L'opera è un rimaneggiamento di una proto-canzone germanica perduta e rappresenta, con la sua lingua dalle modulazioni satiriche e burlesche piene di barbarismi, il primo epos con intenti antiepici, il rovesciamento in chiave cristiana dell'etica del combattimento. Agli ideali guerreschi si sostituisce una humilitas colorita di ironia: Waltharius, che pure affronterà i combattimenti mortali previsti dal genere, fugge portando con sé delle canne da pesca.
Nell'XI secolo emergono testi, di carattere prevalentemente parenetico, in precoce medio alto tedesco a distici rimati. Rappresentazioni salvifiche come la Cantilena di Ezzo (Ezzolied, 1065 ca.), i poemi agiografici, la Canzone di Annone (Annolied, 1077 ca.), l'epica biblica del Vecchio e Nuovo Testamento (Genesi, Esodo, vita di Gesù), esposizioni dogmatiche, poemi escatologici e mariani hanno plasmato questa prima fase della poesia ecclesiastica.

## Basso Medioevo (1100-1250 circa)

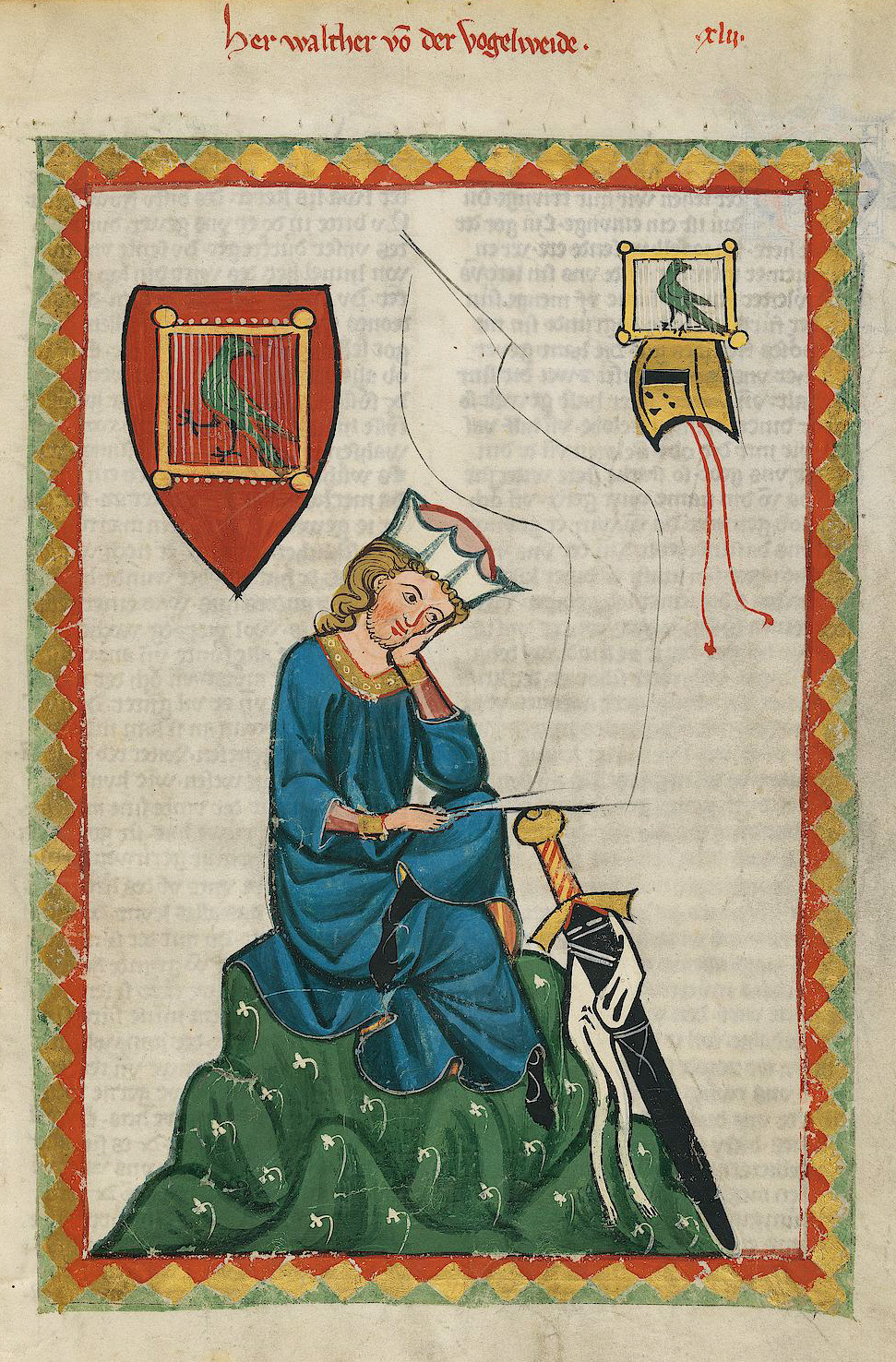
Walther von der Vogelweide (Codice Manesse)

L'età che va dal 1100 al 1250 è conosciuta come l'età cortese, che per quanto riguarda la letteratura "alta" venne rappresentata da scrittori che si dedicarono sia al romanzo in versi o di formazione sia alla poesia d'amore (Minnesang), mentre a livello popolare ebbero diffusione e successo soprattutto le canzoni dei giullari.
L'età cortese è permeata dalla fede nel ruolo di guida spirituale e politica del popolo germanico e della cavalleria, ispirata e rafforzata dall'impegno politico di Federico Barbarossa (1122-1190).
I primi due scrittori di questa età da ricordare sono Hartmann von Aue (1160-1220 ca.) e Hendrik van Veldeke (1150 ca. - 1184 ca.), che furono gli iniziatori del romanzo in versi.
Le opere di Hartmann von Aue si caratterizzarono per gli elementi metaforici, per la freschezza espressiva, per l'esaltazione della cavalleria, per la descrizione del cammino di ricerca e di crescita spirituale che permea anche la sfera sentimentale.

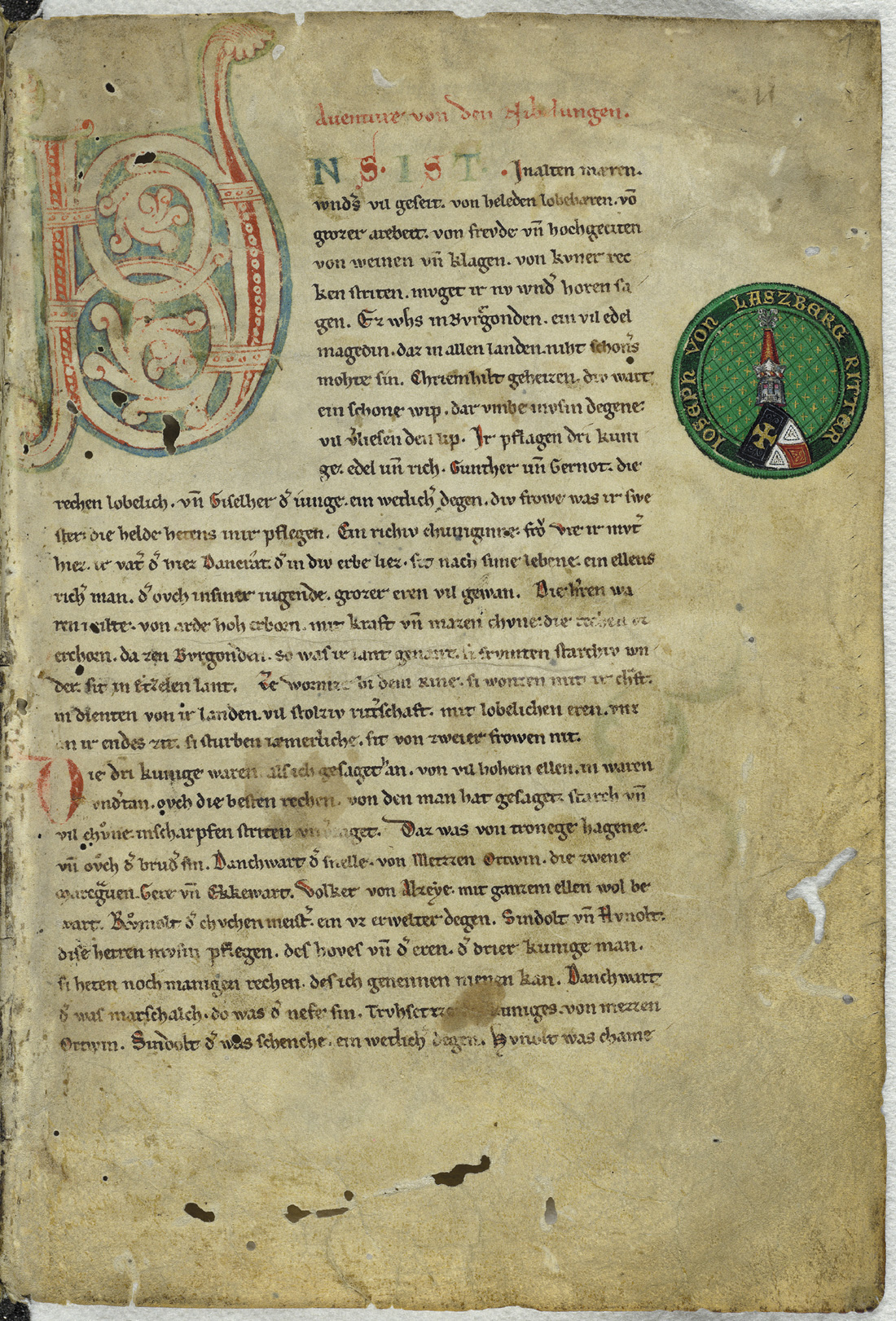
La canzone dei Nibelunghi

Le tematiche fondamentali espresse dagli scrittori in questa età risultarono l'amore e le virtù cortesi, oltreché la bellezza della vita cortese; autori come Hendrik van Veldeke non fecero mancare nelle loro liriche una buona dose di umorismo e di ironia, mentre altri, come il poeta Gottfried von Straßburg con il suo (Tristan), incentrarono le loro opere sulla necessità di superare le barriere di classe sociale e di interessi.
Dedicando una grande parte dei loro lavori alla cavalleria spirituale, gli scrittori di questa età cortese relazionarono i loro scritti al mistero e alla saga del Sacro Graal oltreché al ciclo bretone di re Artù, come evidenziò il poema Parzival di Wolfram von Eschenbach.
Nelle opere di tutti gli autori e soprattutto in quelle di Walther von der Vogelweide, traspare il segnale della decadenza della società feudale parallelamente a quello della nascita del mondo borghese.
Assieme al Parzival e al Tristan il terzo importante poema di questa età fu La canzone dei Nibelunghi, nel quale l'autore anonimo descrisse una buona parte del patrimonio culturale storico e mitologico dei popoli nordico-germanici precristiani.

## Tardo Medioevo (1250-1400 circa)

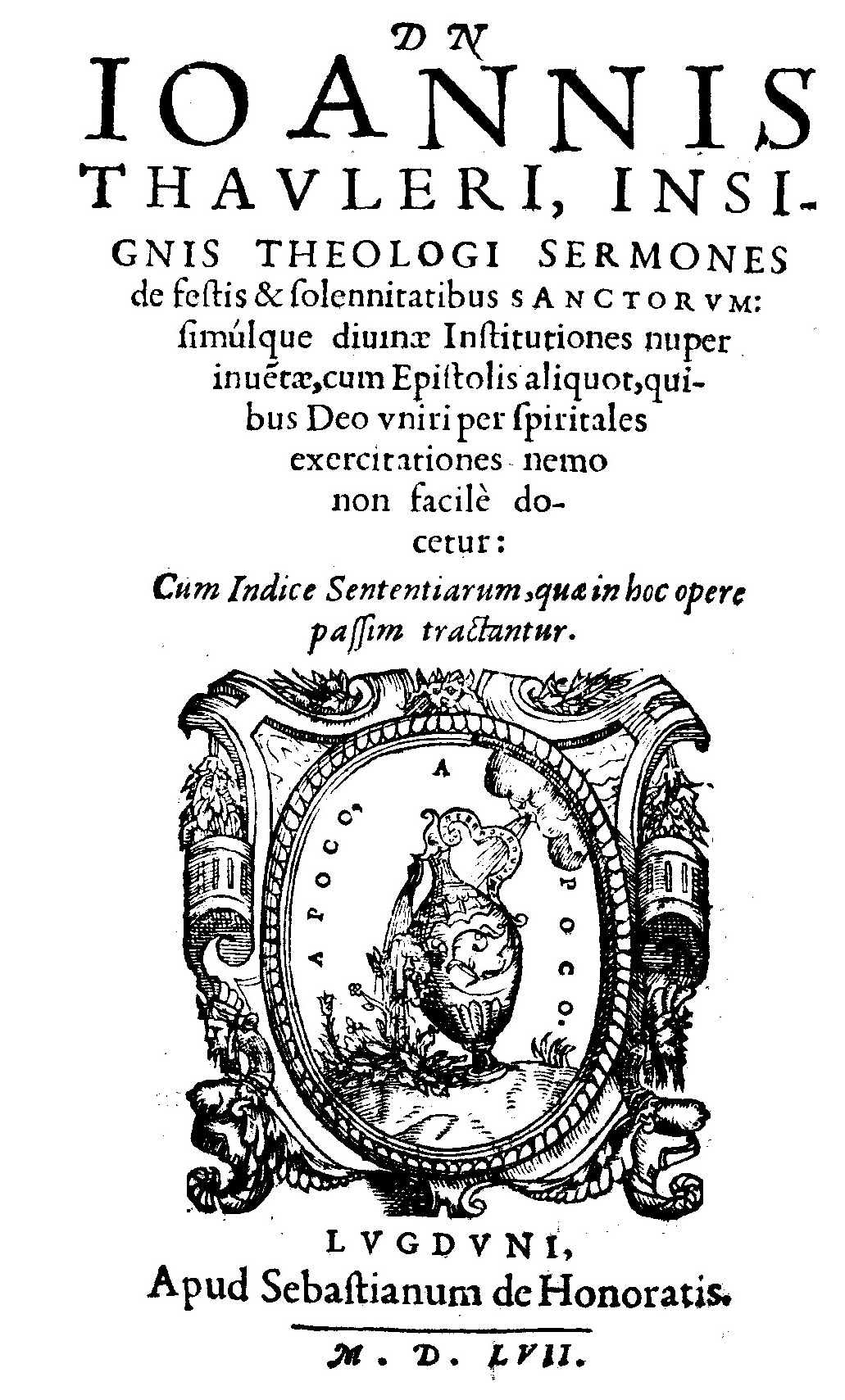
Sermoni di Johannes Tauler

Questa età storica è ricordata prevalentemente per il contributo letterario dei mistici, predicatori e teologi, che sottolinearono il senso della ricerca spirituale, della devozione, della fede, ponendo le basi sia ad un rifiorire religioso sia ad un'opposizione alle eresie contemporanee.
Tra i protagonisti della mistica speculativa vi furono Matilde di Magdeburgo (1212 ca. - 1283) con le sue emblematiche visioni celestiali, Meister Eckhart (1260-1327 ca.) con le sue invenzioni linguistiche nel campo mistico-filosofico e la profonda meditazione mistico-metafisica, Heinrich Seuse (1295 ca. - 1366), con un misticismo individuale e soggettivo, Johannes Tauler (1300 ca. - 1361) con la sua intensità oratoria.
Contemporaneamente alla letteratura mistica si diffuse la cultura borghese che produsse a livello letterario cronache storiche, canzoni popolari e opere drammatiche ispirate alle funzioni religiose cattoliche.

## Umanesimo e Riforma (1400-1600 circa)

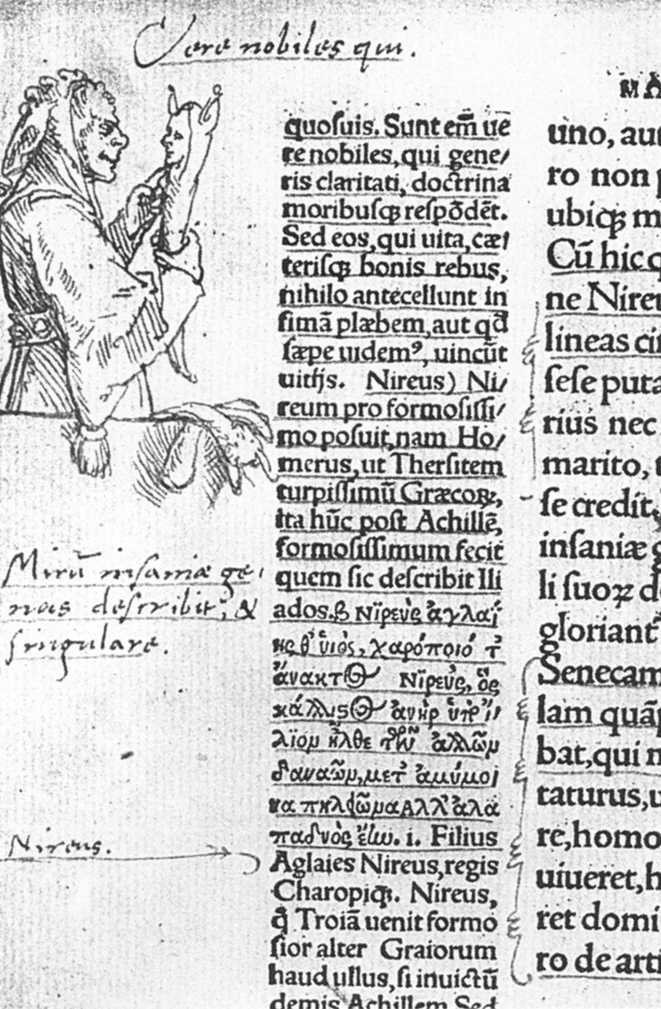
Uno spiritoso disegno di Hans Holbein il Giovane della Follia (1515)

Durante il XV secolo vi furono innovazioni e cambiamenti a livello culturale con la fondazione di numerose università (Lipsia, Tubinga), a livello sociale con un inizio di urbanesimo, a livello economico-produttivo con la diffusione del capitalismo e delle corporazioni, a livello religioso con i movimenti di riforma spirituale (devotio moderna, scisma luterano).
Il genere artistico-letterario peculiare dell'umanesimo germanico risultò il Meistersang (Poesia dei maestri cantori), che si caratterizzò per l'unione di musica, poesia e canto, ed ebbe in Hans Sachs il suo massimo esponente. Figure come Oswald von Wolkenstein rappresentano l'ultima grande espressione della lirica cortese, mentre autori come Hans Folz introducono temi più satirici e borghesi. 
Tra gli autori più significativi dell'umanesimo germanico sono da annoverare Johannes von Tepl, Johannes Reuchlin (1455-1522), Ulrich von Hutten (1488-1523) e soprattutto Erasmo da Rotterdam (1466 ca. - 1536) con i suoi slanci per recuperare lo spirito del Vangelo, oltreché una fede trasparente e accessibile a tutti.
Il suo importantissimo Elogio della follia (1511) derivò, da un punto di vista letterario, dal genere Narrenliteratur (Letteratura della follia), che intendeva descrivere ed evidenziare, con toni grotteschi e una sfumatura pessimistica, la grande massa di poveretti, di diseredati che percorreva la Germania in quegli anni.

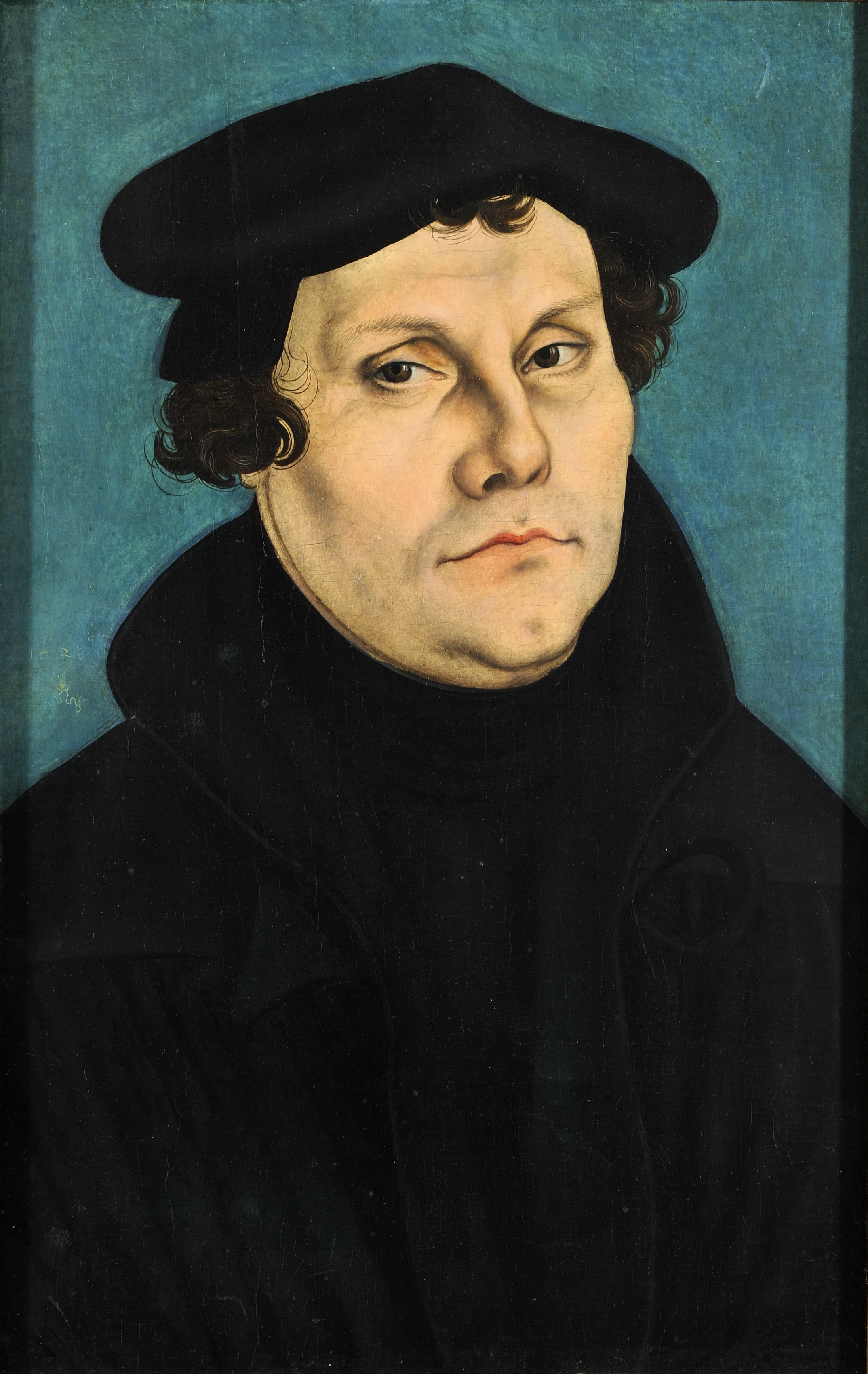
Ritratto di Martin Lutero (1529)

Nel 1521 Martin Lutero (1483-1546) iniziò la traduzione della Bibbia, che si basava sull'edizione critica pubblicato da Erasmo da Rotterdam. La diffusione di questo testo, degli inni sacri e dei saggi in tedesco favorì l'alfabetizzazione del popolo tedesco. Lutero invitò tutti ad ascoltare la lingua popolare parlata nei luoghi frequentati dalla gente semplice. A livello religioso Lutero sostenne la ricerca della salvezza tramite la fede, la grazia e le verità della Bibbia. L'opera di Lutero portò alla nascita del movimento protestante e del "cristianesimo evangelico".
Oltre al "folle" vi fu nel XVI secolo un altro personaggio al centro delle attenzioni della letteratura: lo scienziato, il ricercatore, il mago. E difatti diventò popolarissimo il Volksbuch (Libro popolare) intitolato Historia von D. Johann Fausten (Storia del dottor Johann Faust), grazie anche all'invenzione della stampa a caratteri mobili di Johannes Gutenberg (1390 ca. - 1468).

## Barocco (1600-1720 circa)

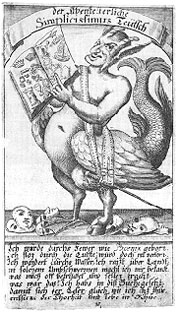
Copertina del L'avventuroso Simplicissimus

È sinonimo della caduta delle precise e armoniche forme del Rinascimento che lasciano spazio all'amore per gli ornamenti e per il movimento. Il tardo periodo del Barocco che va dal 1720 al 1770 è denominato Rococò. La spaccatura tra cattolici e protestanti portò alla guerra dei trent'anni. Dopo la guerra la Germania era completamente disastrata, il paesaggio totalmente devastato e le città rase al suolo. Per quanto riguarda la letteratura in Germania fiorì il teatro, che seguì sia il modello francese e italiano (rappresentazioni, opera, balletto) sia le opere formative e di conversione al cattolicesimo eseguite dai Gesuiti, che ebbero in Jacob Bidermann (1578-1649) il loro massimo rappresentante. Una terza forma di teatro che si diffuse nell'età barocca risultò il teatro delle compagnie itineranti, formato da molteplici generi, quali il teatro elisabettiano, la commedia, il dramma storico.
Durante la prima metà del XVII secolo vennero fondate in Germania le accademie basate sul modello italiano; queste istituzioni favorirono i contatti culturali proponendosi di indurre gli scrittori all'uso della lingua tedesca. Nei primi decenni del secolo si misero in evidenza Martin Opitz (1597-1639) che, con il celebre trattato Libro dell'arte poetica tedesca (Buch von der deutschen Poeterey, 1624) volle regolamentare l'arte poetica introducendo il verso alessandrino francese, lo scrittore mistico Jacob Böhme (1575-1624), il drammaturgo Andreas Gryphius (1616-1664), con le sue tragedie classiche e cristiane, il drammaturgo Johann Gottfried Gregori, il poeta Paul Fleming (1609-1640), profondo conoscitore di Giovanni Ambrogio Marini (1598-1668) e di Francesco Petrarca (1304-1374).

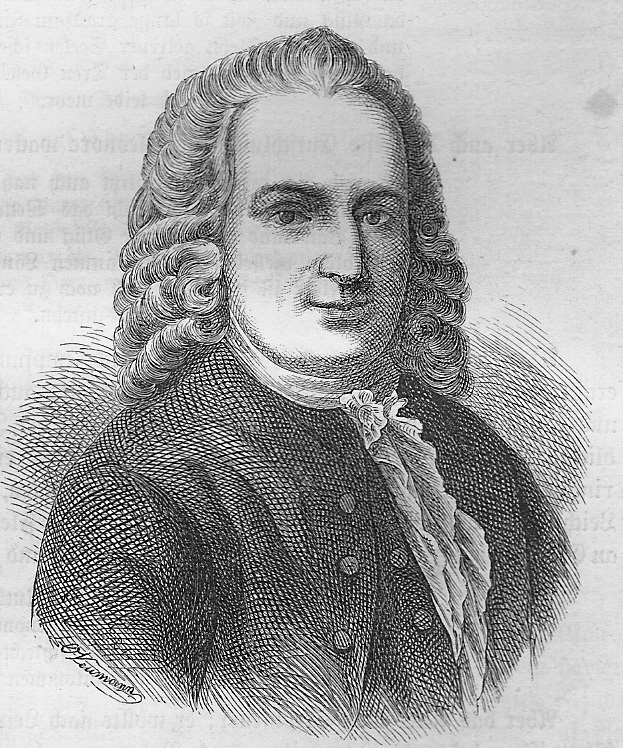
Johann Christian Günther

Nella seconda metà del Seicento si affermarono scrittori quali Paul Gerhardt (1607-1676), con i suoi inni luterani, il marinista Christian Hofmann von Hofmannswaldau (1616-1679), il poeta epigrammatico Friedrich von Logau (1605-1655), il mistico Angelus Silesius (1624-1677) e il drammaturgo Andreas Elenson.
Un altro genere letterario che si diffuse fu il romanzo storico, oltreché quello utopico e quello picaresco. L'opera più significativa e di maggiore successo si dimostrò il creativo romanzo di avventura L'avventuroso Simplicissimus (Der abenteuerliche Simplicissimus Teutsch, 1668) di Hans Jakob Christoffel von Grimmelshausen (1621-1676), intessuto di comicità, ironia, malinconia, pessimismo e di toni a metà strada fra il fiabesco e il realistico.
In questa fase storico-letteraria, fece eccezione la poetica di Johann Christian Günther (1695-1723), la quale si discostò dal Barocco per dare risalto all'interiorità dell'autore; Günther, che divenne poeta di corte di Augusto II di Polonia ma che morì in solitudine e povertà, venne ritenuto il più grande poeta tedesco prima di Goethe (1749-1832), oltreché il primo poeta moderno, anticipatore del Settecento.

## Pietismo (1670-1780)

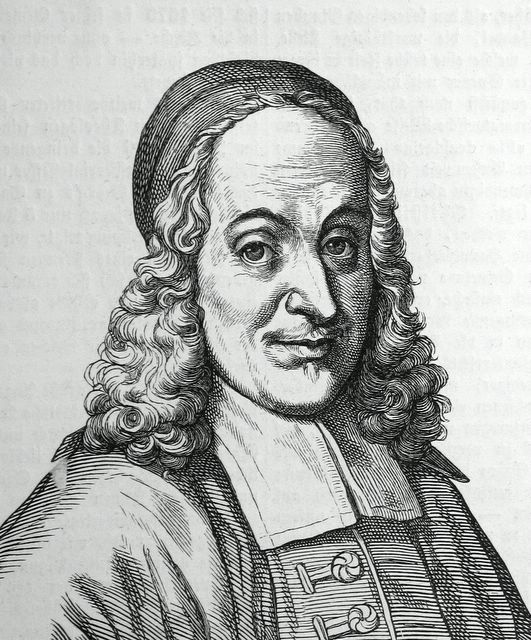
Philipp Jacob Spener

Il Pietismo portò come conseguenza una rinascita religiosa dell'interiorità nell'ambito del luteranesimo; il Pietismo criticò i dogmi delle gerarchie ecclesiastiche, predicando piuttosto una religiosità interiore basata sulla pietas, cioè su una grande devozione, sulla cura dell'anima e su una fede autentica.
Il fondatore del Pietismo fu Philipp Jacob Spener (1635-1705) e assieme ai suoi successori, August Hermann Francke (1663-1727), Gottfried Arnold (1666-1714), Nikolaus Ludwig von Zinzendorf (1700-1760), diffusero un programma pedagogico, culturale e spirituale incentrato sul culto del cuore, realizzandolo nelle comunità religiose.
Tra le opere letterarie più significative del Pietismo si possono citareː Pia desideria (Desiderio di una riforma gradita a Dio, 1675) di Spener, Praelectiones Hermeneuticae (Lezioni di ermeneutica, 1717) di Francke, Unparteyische Kirchen- und Ketzer-Historie (Storia imparziale delle Chiese e degli eretici, 1699) di Arnold.

## Illuminismo (1720-1786 circa)

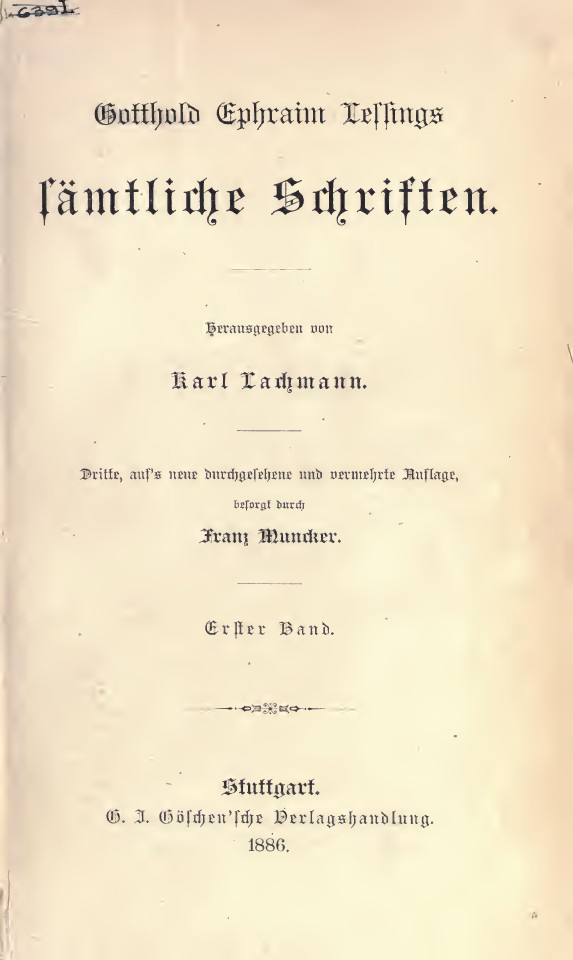
Raccolta del 1886 di opere di Lessing

Nel diciottesimo secolo la Germania era divisa in circa 1770 piccoli stati. In questo periodo si instaurò il dispotismo illuminato. Tra i sostenitori del movimento c'erano Federico II di Prussia, Maria Teresa e Giuseppe II d'Austria.
Per l'Illuminismo tutto doveva essere codificato con la ragione. Il fantastico e il surreale rimanevano confinati.
In Germania l'Illuminismo risultò soprattutto accademico e istituzionale ed evidenziò divergenze ma anche legami con il Pietismo.
Nella prosa Johann Gottfried Schnabel (1692-1750), attratto da entrambi i poli, Illuminismo e Pietismo, si mise in luce con scritti, tra i quali Wunderliche Fata einiger See-Fahrer (Straordinari destini di alcuni naviganti, 1731), appartenenti al filone delle robinsonate, il cui caposcuola fu Daniel Defoe (1660-1731).
Anche Christoph Martin Wieland (1733-1813) oscillò fra l'Illumunismo ed il Pietismo e fu il precursore del romanzo di formazione moderno (Bildungsroman) con il libro La storia di Agathon (Geschichte des Agathon, 1766).
Importante fu l'apporto dato da Johann Christoph Gottsched (1700-1766) per riformare il teatro tedesco, sulla base di un modello inizialmente francese e in un secondo tempo inglese (shakespeariano).
Un altro scrittore fondamentale per il teatro tedesco risultò Gotthold Ephraim Lessing (1729-1781), con la sua ricerca della prassi dell'uomo, della tolleranza, del filosemitismo, della spiritualità pietistica descritta secondo i canoni illuministici.
Nella poesia si assistette all'esaltazione della natura (Naturalyrik) ed al successo della lirica anacreontica, frivola, galante, conviviale. Pietismo e Illuminismo si armonizzarono nelle opere di Friedrich Gottlieb Klopstock (1724-1803), incentrate sulla tematica della madre natura.

## Sturm und Drang (1770-1785)
Diversamente da quello che si è portati a pensare, lo Sturm und Drang non è affatto la negazione dell'Illuminismo, e tanto meno nasce quale movimento anti-illuminista. Esso dovrebbe essere considerato più come il naturale prosieguo dell'Illuminismo. La generazione tedesca dello Sturm und Drang non scorgeva nulla di irrazionale nel lasciare che il genio sviluppasse da sé le sue capacità intellettuali: al contrario, irrazionale per gli Stürmer und Dränger era la fredda e accademica imposizione di norme e regole che, attraverso una disincantata profondità storica, venivano collocate in un passato troppo remoto e dunque viste come inattuali ed inutili. In tal modo venne sempre più sviluppandosi il famosissimo culto del genio e una delle prime figure identificate con questo ideale fu William Shakespeare (1564-1616): non a caso molti scrittori si ispirarono alla sua opera.

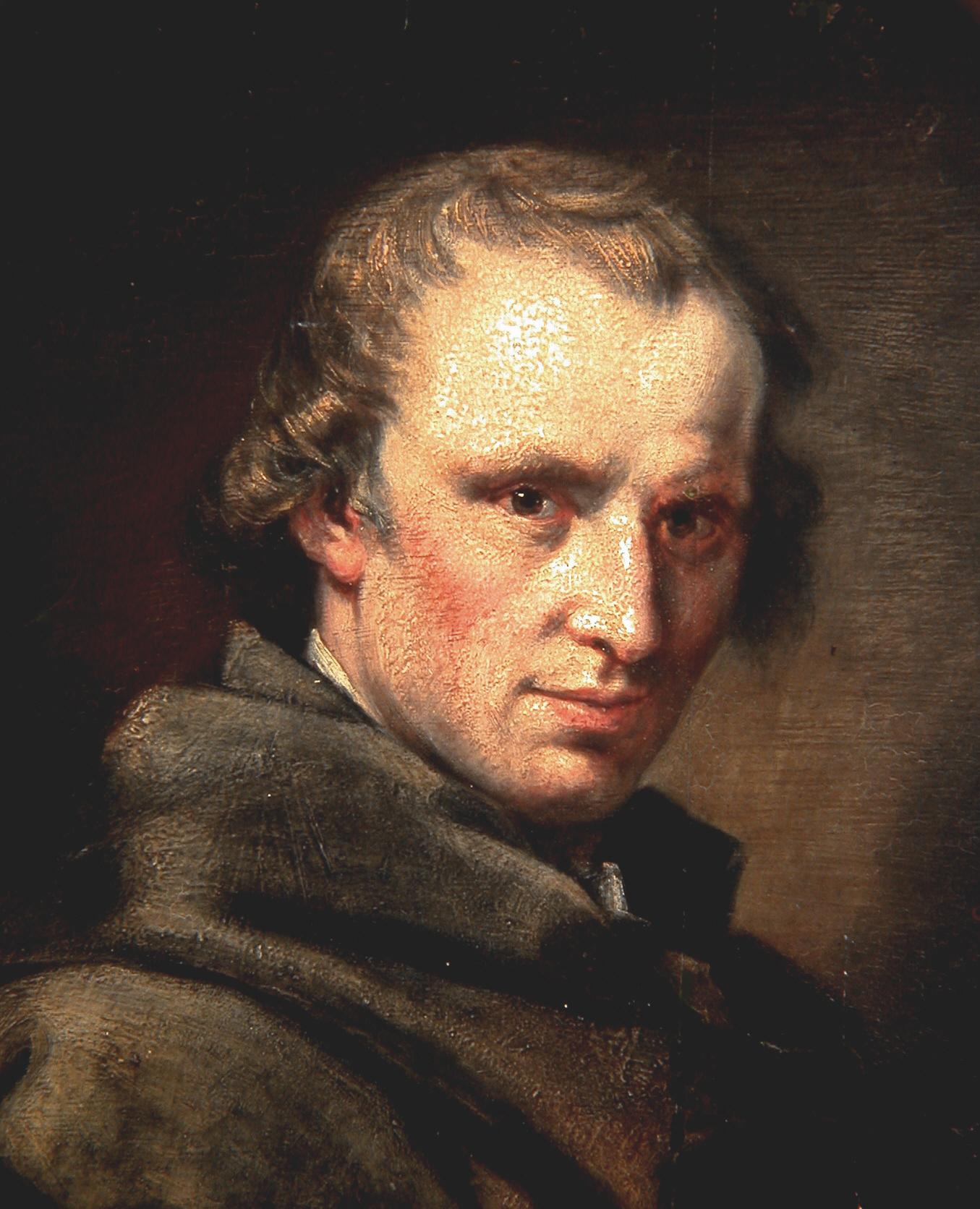
Wilhelm Heinse

Poiché lo Sturm und Drang fu rappresentativo della presa di coscienza e della reazione allo stato di cose di una classe sociale quale la borghesia, i rappresentanti e i seguaci del movimento opposero il nazionalismo al cosmopolitismo della nobiltà e privilegiarono dunque la cultura del popolo rispetto a quella della tradizione letteraria. Si dovrebbe tenere conto del fatto che all'incirca nel 1740 la letteratura tedesca si liberò dalle pastoie della filosofia e della retorica, configurandosi come linguaggio più immediato, tendente alla lirica e che, successivamente, all'incirca nel 1760, il Pietismo espresse l'esigenza di una fede più immediata ed emotiva, di un'intensità che arrivasse fino all'estasi. Questi due avvenimenti lasciano vedere lo Sturm und Drang come un Illuminismo privato di un modo di esprimersi troppo filosofico e attento a categorie di conoscenza più «interne».
Dal punto di vista del dramma, infatti, in questo periodo il comico ed il tragico si compenetrano e l'analisi del drammaturgo si spinge fino al cercare le motivazioni psichiche di un dato avvenimento viste anche come motore dei suoi protagonisti (secondo la concezione di Lenz). Lo Sturm und Drang è un movimento che si sviluppò negli anni Settanta del Settecento in Germania sotto l'ispirazione del giovane Goethe. Il tratto dominante di questa corrente è il titanismo, con questo termine s'indica l'eroe che sfida forze superiori, e che porta fino in fondo la sua lotta anche quando è cosciente che solo la sconfitta lo attende.

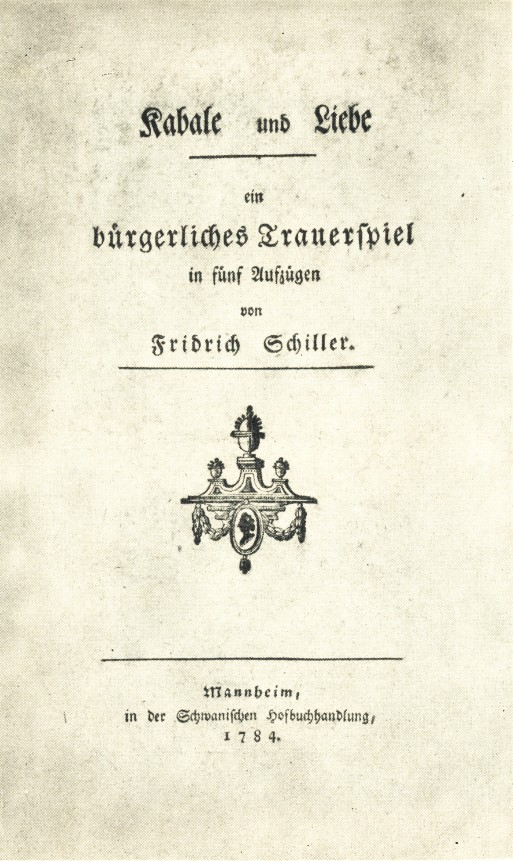
Frontespizio originale di Intrigo e amore

Solitamente lo Sturm und Drang ed il Neoclassicismo tedesco vengono percepiti come movimenti antitetici. In effetti profonde sono le differenze tra i due movimenti culturali: nazionalista il primo, cosmopolita il secondo, tanto per citarne una. Eppure in romanzi come L'Ardinghello di Heinse (1749-1803) è possibile trovare il pensiero rousseauiano misto alla idealizzazione della grandezza dell'antica civiltà greca e quindi un avviarsi verso il Neoclassicismo. Questo è uno dei tanti esempi che ci lasciano capire come, anche se non si possa parlare di parentela tra i due movimenti, vi siano state situazioni di "interferenza" tra le due correnti tedesche, quella preromantica e quella romantica. Bisogna anzitutto precisare che il cosiddetto primo Romanticismo, il quale fiorì in città come Jena, presenta una forte componente derivante dal Neoclassicismo, ed ancora una volta il tendente cosmopolitismo ne è un esempio più che eclatante. Ciò nonostante la concezione della natura del primo Romanticismo è chiaramente mutuata dallo Sturm und Drang, ed è quella concezione che vede la natura come luogo utopico.
Ancora nel primo Romanticismo (e non solo) c'era la tendenza ad emancipare e razionalizzare argomenti "metafisici" proprio come durante l'Illuminismo. È chiaro che questa caratteristica sia stata ereditata dallo Sturm und Drang prima e dal primo Romanticismo (ma in effetti da tutto il Romanticismo) poi. Tuttavia è nel secondo Romanticismo, che fiorì in città come Heidelberg e Berlino, che si ritrova moltissimo dell'influsso esercitato dallo Sturm und Drang. Il lasciare da parte l'antichità classica e il ritornare ad un nazionalismo abbastanza accentuato, la tendenza a descrivere nelle opere (e anche ad emularle) personalità profondamente istintive e demoniache e l'accentuarsi dello storicismo, le cui basi furono poste proprio nello Sturm und Drang da Herder (1744-1803), sono chiarissima eredità dello Sturm und Drang.

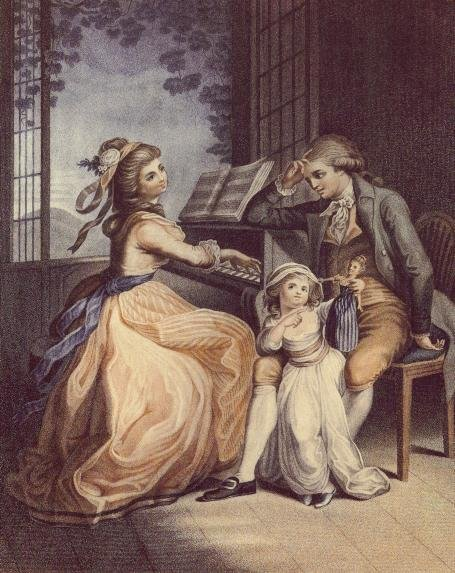
I dolori del giovane Werther in una rappresentazione pittorica

Inoltre il Romanticismo terminò il processo di critica alle istituzioni tradizionali che era stato avviato proprio dallo Sturm und Drang. Anche nel secondo Romanticismo ci fu chi razionalizzò i sentimenti o ciò che rientrava nel "metafisico", ad esempio E.T.A. Hoffmann (1776-1822) nelle sue opere razionalizzò l'orrore, precorrendo Edgar Allan Poe (1809-1849) e Jean Paul (1763-1825), e tese ad emancipare le tematiche metafisiche proprio come nell'Illuminismo. Paradossalmente lo Sturm und Drang diverge, anche se leggermente, dal Romanticismo, quando, durante il secondo Romanticismo, il legame con l'eredità illuminista si fa più sottile e si verte su generi quali la fiaba o la ballata spettrale di cui Bürger (1747-1794) con il suo Lenore fu esponente nonché creatore.
Tra gli scrittori più rappresentativi dello Sturm und Drang si possono citare il giovane Goethe con l'emblematico romanzo epistolare I dolori del giovane Werther, il giovane Schiller  (1759-1805) con i suoi primi tre drammi (I masnadieri, La congiura di Fiesco a Genova, Intrigo e amore), Johann Georg Hamann (1730-1788) con le sue opere filosofiche incentrate sull'importanza del linguaggio e della spiritualità, Johann Gottfried Herder (1744-1803) con le sue ricerche esaltanti la soggettività, la creatività, il linguaggio, le espressioni, le manifestazioni popolari relative agli albori della cultura, Jakob Michael Reinhold Lenz (1751-1792) con le sue opere sui conflitti generazionali, Karl Phillipp Moritz (1756-1793) con i suoi romanzi autobiografici a sfondo religioso.

## Weimarer Klassik (1786-1805)

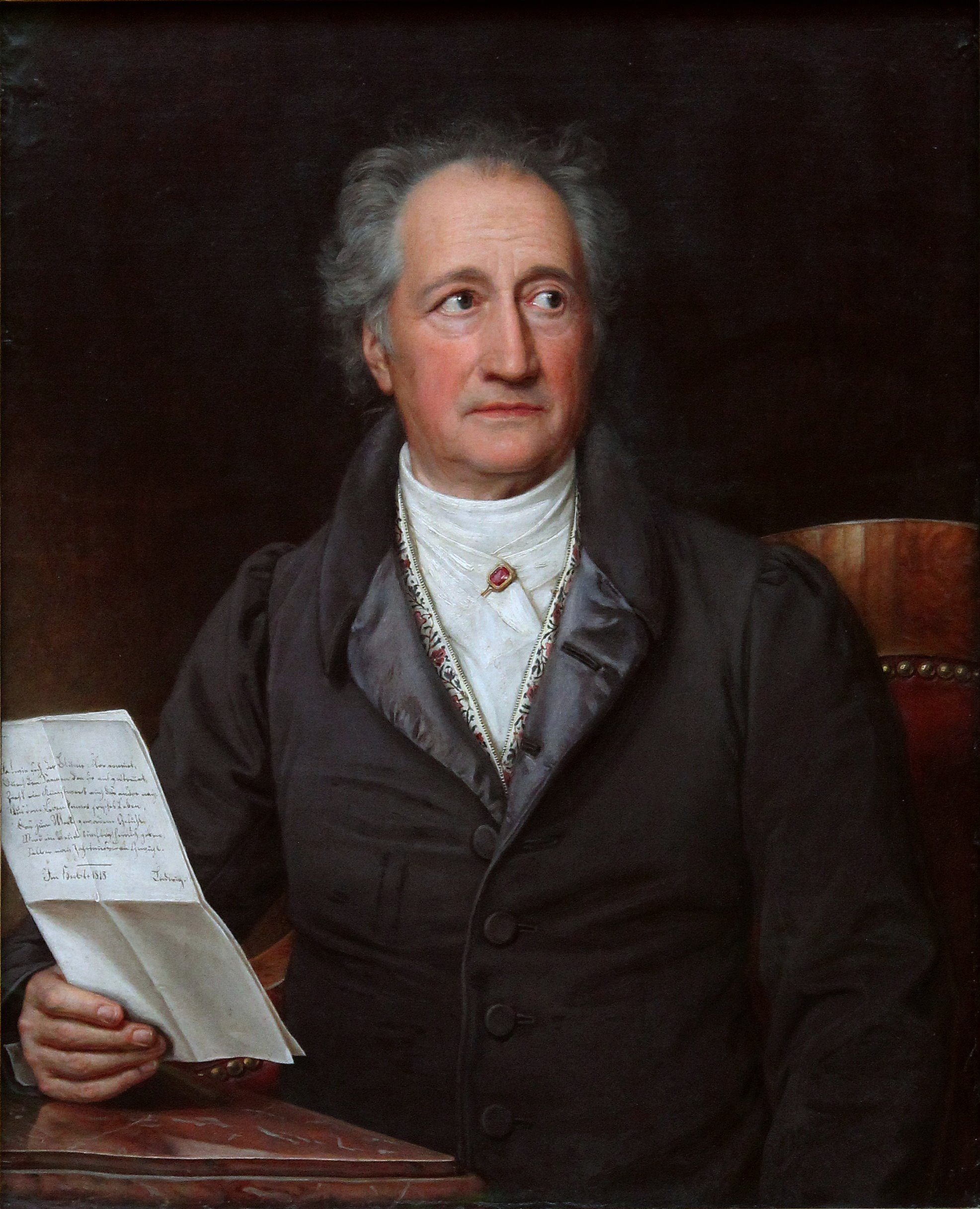
Johann Wolfgang von Goethe

La Weimarer Klassik o Classicismo di Weimar, che prende il nome dalla città di Weimar nel Granducato di Sassonia-Weimar (oggi in Turingia), dove vissero negli ultimi anni del XVIII secolo i maggiori esponenti della letteratura dell'epoca, tra cui Christoph Martin Wieland (1733-1813), Johann Gottfried Herder (1744-1803), Johann Wolfgang von Goethe (1749-1832), autore del Faust (1808), e Friedrich Schiller (1759-1805) viene considerato spesso come l'apogeo della letteratura tedesca.
Goethe si trasferì il 7 novembre 1775 a Weimar per lavorare come precettore di Karl August (1757-1828), oltreché come ministro e responsabile della cultura, della letteratura e delle scienze. A Weimar Goethe frequentò Schiller e dalla loro collaborazione fiorì la Weimarer Klassik, ottimamente rappresentata dalla raccolta di epigrammi Xenia (Xenien, 1797).

## Romanticismo (1799-1835 circa)

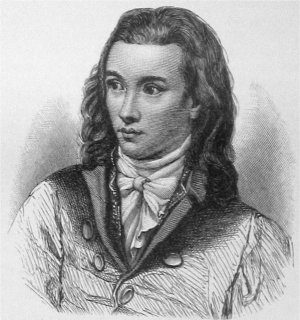
Novalis

Il romanticismo tedesco in Germania (Deutsche Romantik) in letteratura viene suddiviso normalmente in due correnti sviluppatesi in tempi diversi:
- Il Primo Romanticismo o Romanticismo di Jena del quale fanno parte i fratelli August Wilhelm von Schlegel (1767-1845) e Friedrich Schlegel (1772-1829), Novalis (1772-1801), Ludwig Tieck (1773-1853) e Friedrich Schleiermacher (1768-1834).
- Il Secondo Romanticismo o Romanticismo di Heidelberg del quale fanno parte Clemens Brentano (1778-1842), Bettina Brentano (1785-1859), Achim von Arnim (1781-1831), i fratelli Jacob Ludwig Karl Grimm (1785-1863) e Wilhelm Karl Grimm (1786-1859), Joseph Eichendorff (1788-1857).

Oltre a questi è presente un Gruppo Berlinese del quale fan parte Friedrich de la Motte Fouqué (1777-1843) e Adelbert von Chamisso (1781-1838) e la Scuola Sveva con Ludwig Uhland (1787-1862) e le prime composizioni di Eduard Mörike (1804-1875).
Vengono spesso ascritti al Romanticismo Ernst Theodor Amadeus Hoffmann (1776-1822), Zacharias Werner (1768-1823) e Friedrich Hölderlin (1770-1843) che in realtà non sono di facile catalogazione e sarebbe meglio considerarli come autori autonomi ed eclettici influenzati però dalle ideologie del tempo.

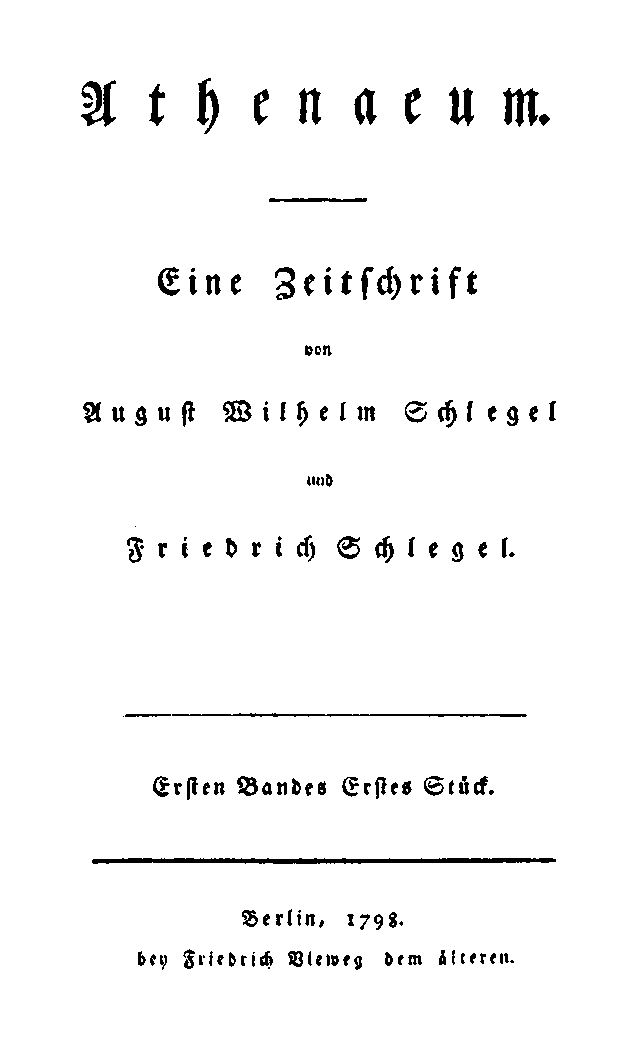
Frontespizio di Athenaeum

Il primo Romanticismo nacque a Jena per merito dei fratelli Schlegel e di Novalis, che nel 1798 fondarono la rivista letteraria Athenaeum, tramite la quale diffusero le basi culturali, etiche e letterarie del movimento, che entrò in polemica con Goethe e con Schiller. Gli elementi caratterizzanti il primo Romanticismo furono la consapevolezza del limite conseguente all'impossibilità di immergersi nell'atto creativo naturale degli antichi, da cui si formarono l'ironia romantica, il sentimento soggettivo, il desiderio intenso e tormentoso, la poesia come manifestazione del sacro, l'arte come veicolo del tutto, la metafora, la mitologia medioevale, la trascendenza, la religiosità nella natura, l'esaltazione della notte come simbolo della morte, il mistero, il sogno, il rifiuto degli elementi peculiari dell'Illuminismo.
Il secondo Romanticismo si formò a Heidelberg grazie all'iniziativa di Brentano a Arnim e alla pubblicazione della loro antologia di canti popolari tedeschi intitolata Des Knaben Wunderhorn (Il corno magico del fanciullo, 1805-1808). Il secondo Romanticismo si distinse per la grande ammirazione della poesia popolare, delle leggende, delle saghe, delle fiabe, (celebri Le fiabe del focolare (1812), dei Fratelli Grimm, iniziatori della germanistica), della magia, del paranormale, dell'alchimia, del nazionalismo, degli ideali antieconomici, e inoltre approfondì le tematiche della schizofrenia della personalità contemporanea e della crisi dell'identità anticipando le teorie psicanalitiche.
Il Gruppo Berlinese evidenziò grande predilezione per la mitologia e per la favolistica, invece la Scuola Sveva si soffermò malinconicamente sull'età medioevale sottolineando qualche possibile connessione con la realtà contemporanea.
Nel periodo tra il romanticismo tedesco e quello della cosiddetta Giovane Germania si distinse il poeta Heinrich Heine (1797-1856).

## Biedermeier (1815-1848 circa) e Vormärz (1830-1850)

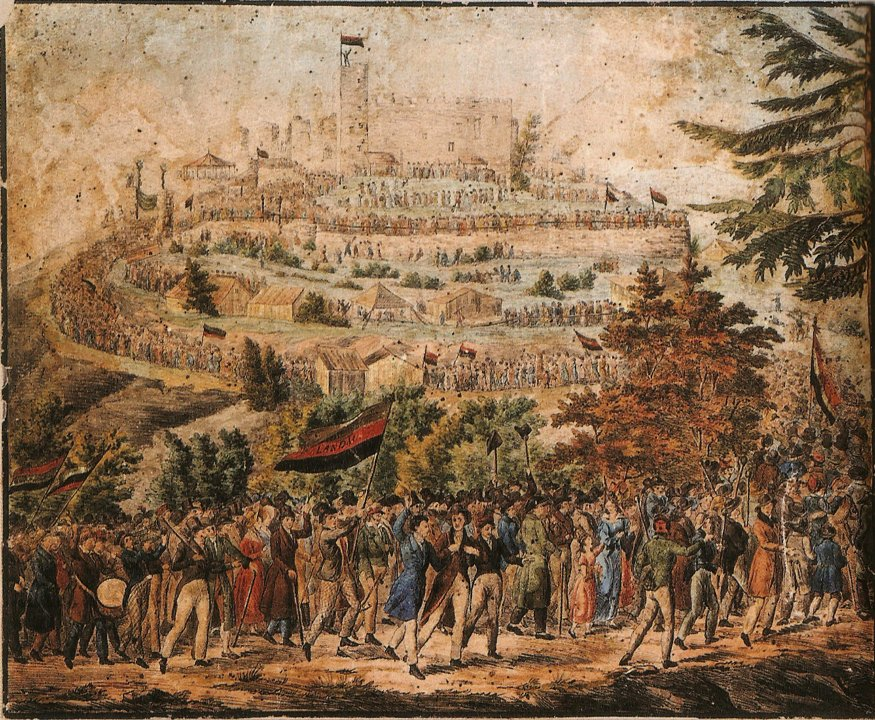
Festival di Hambach (1832), la manifestazione politica più significativa del Vormärz

Il termine Biedermeier compare per la prima volta nel 1855 sulla rivista tedesca "Fliegende Blätter" in riferimento ad una figura parodistica creata da Ludwig Eichrodt (1827-1892) ed Adolf Kussmaul (1822-1902):
l'insegnante Gottlieb Biedermeier, uomo limitato e per questo soddisfatto della propria esistenza. In realtà Kussmaul ed Eichrodt volevano criticare l'uso tipicamente borghese di chiudersi in casa evitando qualsiasi dibattito esterno, politico o filosofico.
Presto il termine venne usato per indicare quei valori borghesi già in declino nell'epoca guglielmina, dal 1906 fu esteso all'arredamento e alle arti visive e, dal 1920 Paul Kluckhon definì un tipo di letteratura Biedermeier.

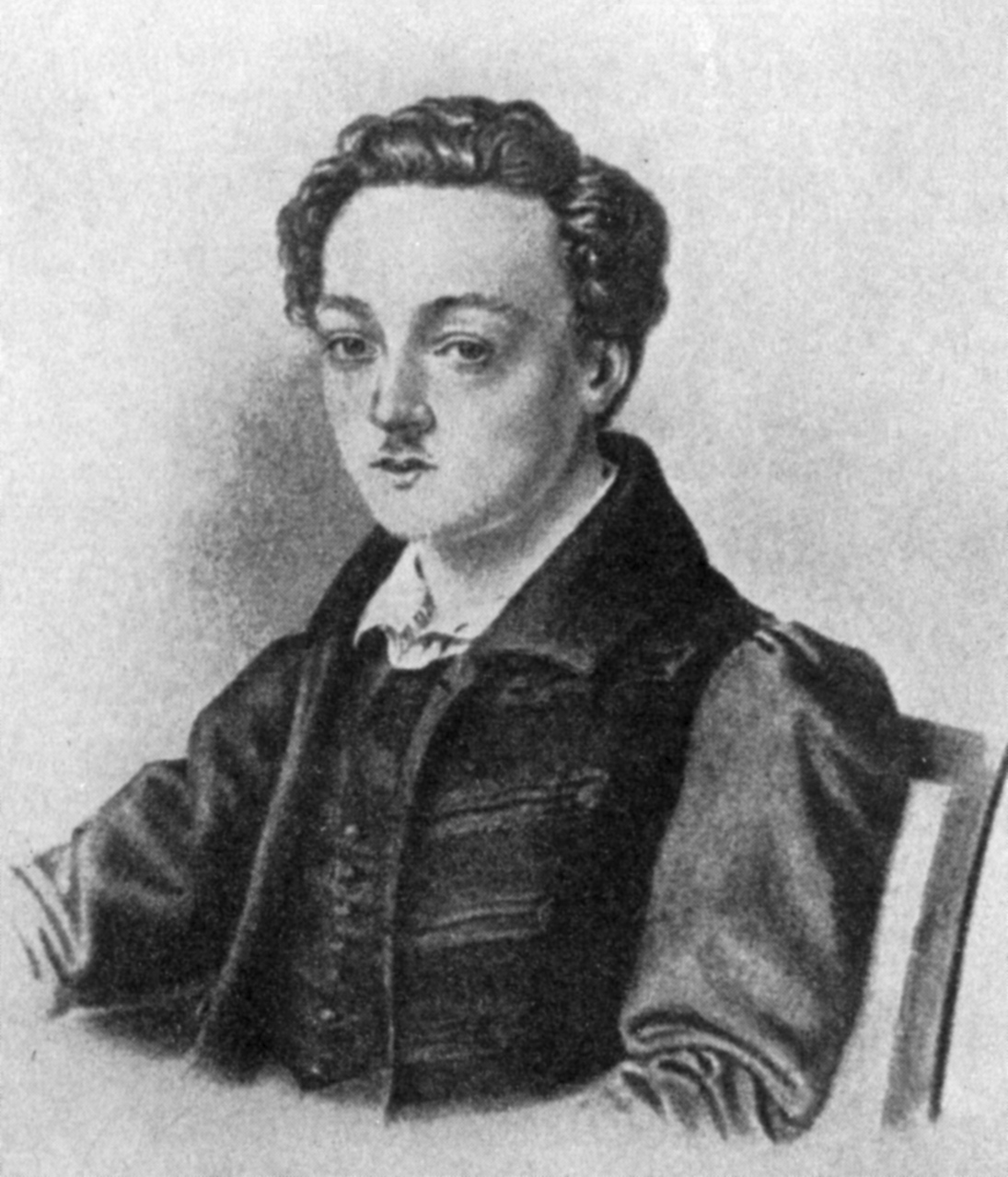
Georg Büchner

Esponenti furono Annette von Droste-Hülshoff (1797-1848), Eduard Mörike, Adalbert Stifter (1805-1868), Franz Grillparzer (1791-1872), Jeremias Gotthelf (1797-1854). Tutti accomunati da una visione conservatrice, pessimistica e malinconica del mondo, dal desiderio di un ritiro nel mondo contadino e di soffermarsi nelle piccole cose della realtà, dall'immobilismo politico e sociale, dal trarre ispirazione dalla contemplazione della propria regione natale nella descrizione dei paesaggi (romanzo strapaesano) e dai valori individuali nella sfera privata, dalla ricerca nell'esotismo e nella mitologia come appagamento della malinconia.
La definizione di Vormärz (letteralmente prima di marzo) fu coniata dallo scrittore austriaco Grillparzer in riferimento al clima di simpatie liberali, di rinnovamento, di desiderio di libertà, presente negli anni precedenti alla rivoluzione del 1848.  Tra gli autori si ricordano Georg Büchner (1813-1837), Heinrich Heine (1797-1856), Ludolf Wienbarg (1802-1872) e Karl Ferdinand Gutzkow (1811-1878). Le tematiche fondamentali abbracciate dagli autori furono la fiducia nel progresso e la speranza di una morale libera; gli scritti si caratterizzarono anche per le sfumature dissacranti fino a sfiorare il nichilismo, oltreché per le descrizioni di un mondo umiliato che anticiparono il realismo.

## Realismo poetico o borghese (1848-1890 circa)

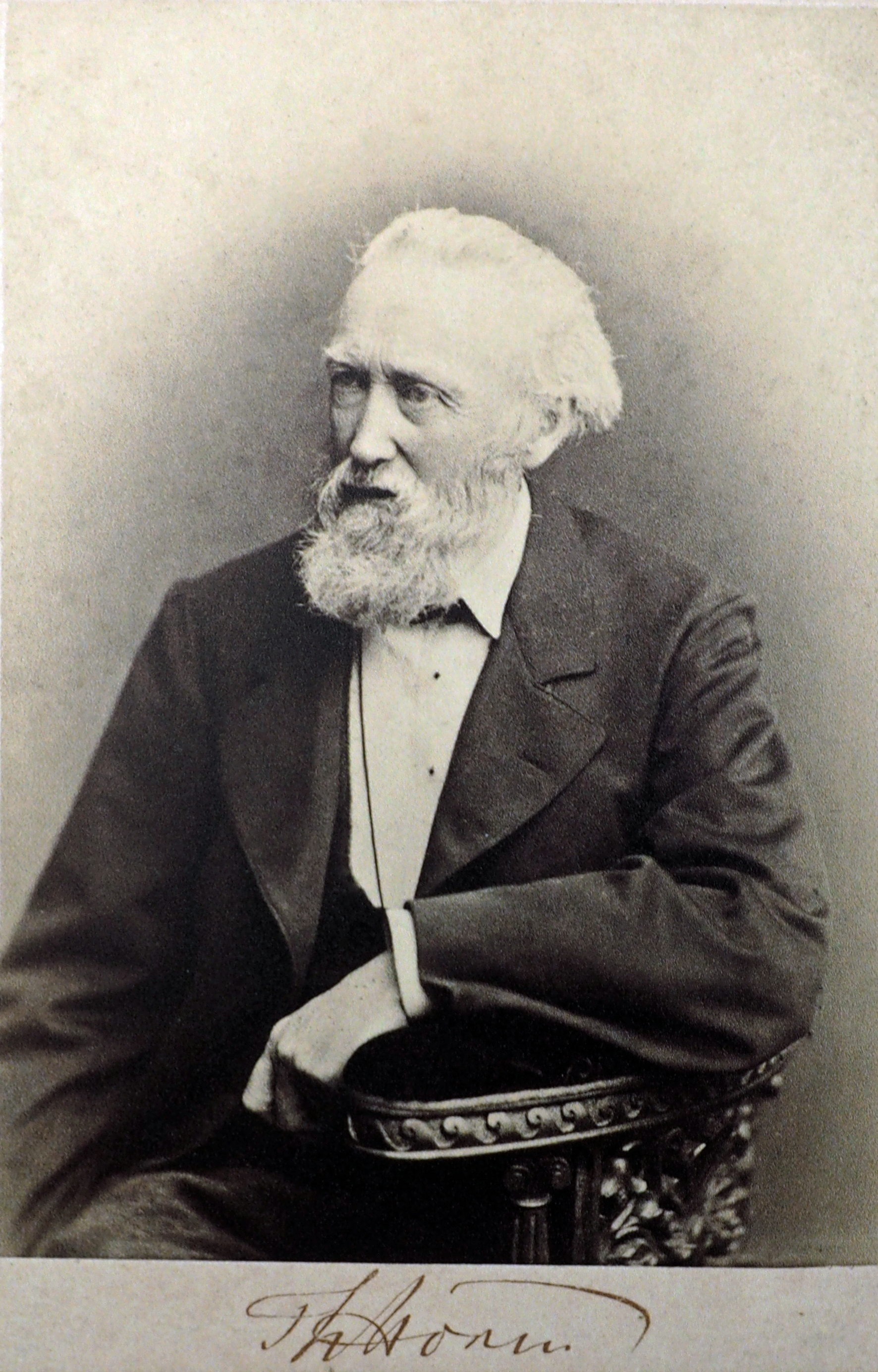
Theodor Storm

Al Realismo poetico, corrente realista tipicamente di lingua tedesca, vengono ascritti lo svizzero Gottfried Keller (1819-1890), Wilhelm Raabe (1831-1910), Friedrich Theodor Vischer (1807-1887), Friedrich Hebbel (1813-1863), Theodor Fontane (1819-1898) e soprattutto Theodor Storm (1817-1888) che ne è il massimo rappresentante.
Il Realismo poetico nacque in un'atmosfera che risentì dell'insuccesso della Rivoluzione del 1848 e che vide scemare le speranze di un rinnovamento politico e sociale.
Tutto ciò si tradusse, da un punto di vista letterario, in un'espressione di forte satira dei costumi tramite l'utilizzo del romanzo campagnolo e di formazione, in una visione tragica del mondo, in un distacco dalla società descritta, in un conflitto degli uomini con la società che conduce allo smarrimento dell'umanità, in una ricerca di conoscenza, di riflessione, di solidarietà, di poeticità della realtà quotidiana, in un realismo "difensivo" attento alla società che si sta dissolvendo, al destino dell'umanità e alla psiche dell'uomo contemporaneo, all'idealizzazione del mondo contadino, agli avvenimenti semplici della vita quotidiana.

## Naturalismo (1880-1900)

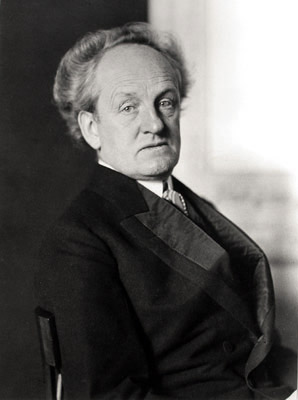
Gerhart Hauptmann

Le nuove tendenze letterarie trovarono la loro prima espressione nella letteratura con la comparsa del Naturalismo. Nel 1889 un gruppo formato da giovani uomini di teatro e critici, tra i quali Otto Brahm (1856-1912) e Paul Schlenter, fondò a Berlino il piccolo teatro sperimentale “Freie Bühne” (Palcoscenico libero), ispirato dal successo delle rappresentazioni del "Théâtre libre" di André Antoine (1858-1943). Fu aperto con una memoranda esecuzione degli Spettri del drammaturgo norvegese Henrik Ibsen (1828-1906). Il successo dell'impresa fu confermato dalla rappresentazione del dramma di Gerhart Hauptmann (1862-1946) Prima dell'aurora (Vor Sonnenaufgang), visibilmente influenzato da La potenza delle tenebre del grande scrittore russo Lev Tolstoj (1828-1910).
Questo primo lavoro naturalistico tedesco, pervaso da uno spirito genuinamente poetico, fu un avvenimento sensazionale, che si ripeté ottenendo ancora maggiore risonanza quattro anni più tardi, con un altro dramma di Hauptmann, I tessitori (Die Weber), ispirato dalla rivolta dei tessitori slesiani del 1844. Il naturalismo europeo si propose di rappresentare nella letteratura la realtà psicologica e sociale con gli stessi metodi usati nelle scienze naturali, basando la conoscenza sull'osservazione, sulla sperimentazione e sulla verifica. Nelle sue prime opere Hauptmann sottolineò non tanto alcuni fattori che lo scrittore naturalista deve considerare raccontando una vicenda e rappresentando i suoi personaggi e cioè l'ereditarietà e l'epoca storica (determinismo), quanto i problemi psicopatologici, le manifestazioni paranormali, il misticismo rurale e il fato. Un'altra caratteristica fondamentale degli scrittori naturalisti tedeschi risultò l'attenzione verso il linguaggio popolare quotidiano, dialettale e gergale.
La censura prussiana giudicò I tessitori un lavoro teatrale rivoluzionario e sospettò che gli animatori della Freie Bühn fossero socialisti.
Il protagonista dei naturalisti è quasi sempre un piccolo uomo, quasi spesso un uomo del tutto insignificante, che è incapace di agire, perché tarato ereditariamente, denutrito e abbruttito dall'alcool; egli è rappresentato assai spesso solo negativamente, come essere ormai privo di volontà e anche di individualità. Conseguenza di tale situazione psicologica è la staticità strutturale poiché tutto è predeterminato dall'ambiente, nulla può avvenire e il dramma è la rappresentazione della squallida monotonia, con cui l'ambiente si afferma sull'individuo. I naturalisti scoprirono la miseria del proletariato, specialmente di quello delle grandi città; non giunsero mai a porvi rimedio dato che quasi tutti gli autori erano di origine borghese e si soffermavano solo a osservare le conseguenze esteriori dello sfruttamento capitalistico, senza svelarne la vera natura, che più spesso non comprendevano bene, seppure avessero la netta intuizione della radicale trasformazione che si era prodotta nelle strutture sociali.
Oltre a Hauptmann si possono citare, tra gli scrittori naturalisti tedeschi, Arno Holz (1863-1929) e Johannes Schlaf (1862-1941), che furono i fondatori del movimento in Germania, Max Halbe (1865-1944), Hermann Sudermann (1857-1928), oltreché il primo Thomas Mann (1875-1955), anche noto esponente del modernismo letterario, e autore de I Buddenbrook. Decadenza di una famiglia (1901).

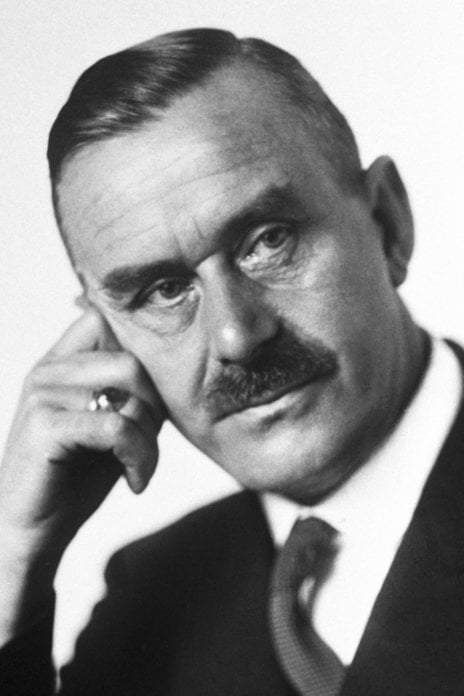
Thomas Mann.

.

## Simbolismo (1890-1920)

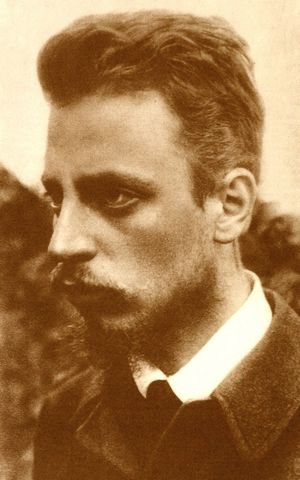
Rainer Maria Rilke

La letteratura dei simbolisti fu fondamentalmente antirealistica, perché le loro "poesie pure" non descrissero la realtà apparente, le problematiche sociali e nemmeno ebbero intenti civili o morali; la fonte di ispirazione delle loro opere evocatrici risultò la suggestione delle parole e dei simboli e lo scrittore suggerì emozioni e stati d'animo, penetrando l'intima essenza delle cose, esplorando l'ignoto, la realtà profonda e misteriosa, i nuovi orizzonti del linguaggio.
Tra i principali esponenti del simbolismo tedesco vanno citati Frank Wedekind (1864-1918), con il suo linguaggio suggestivo, Stefan George (1868-1933), con la sua intensa ricerca di un lirismo formale espressa grazie a nuove regole ortografiche caratterizzate da metafore, analogie e sinestesie, oltreché Rainer Maria Rilke (1875-1926), con la sua luminosa rilettura simbolica della realtà e l'esplorazione dell'inconscio.
George si distinse anche come punto di riferimento culturale per diffondere le nuove idee del movimento simbolista in Germania; per questo scopo fondò riviste culturali e una casa editrice.

## Impressionismo (1890 - 1914)

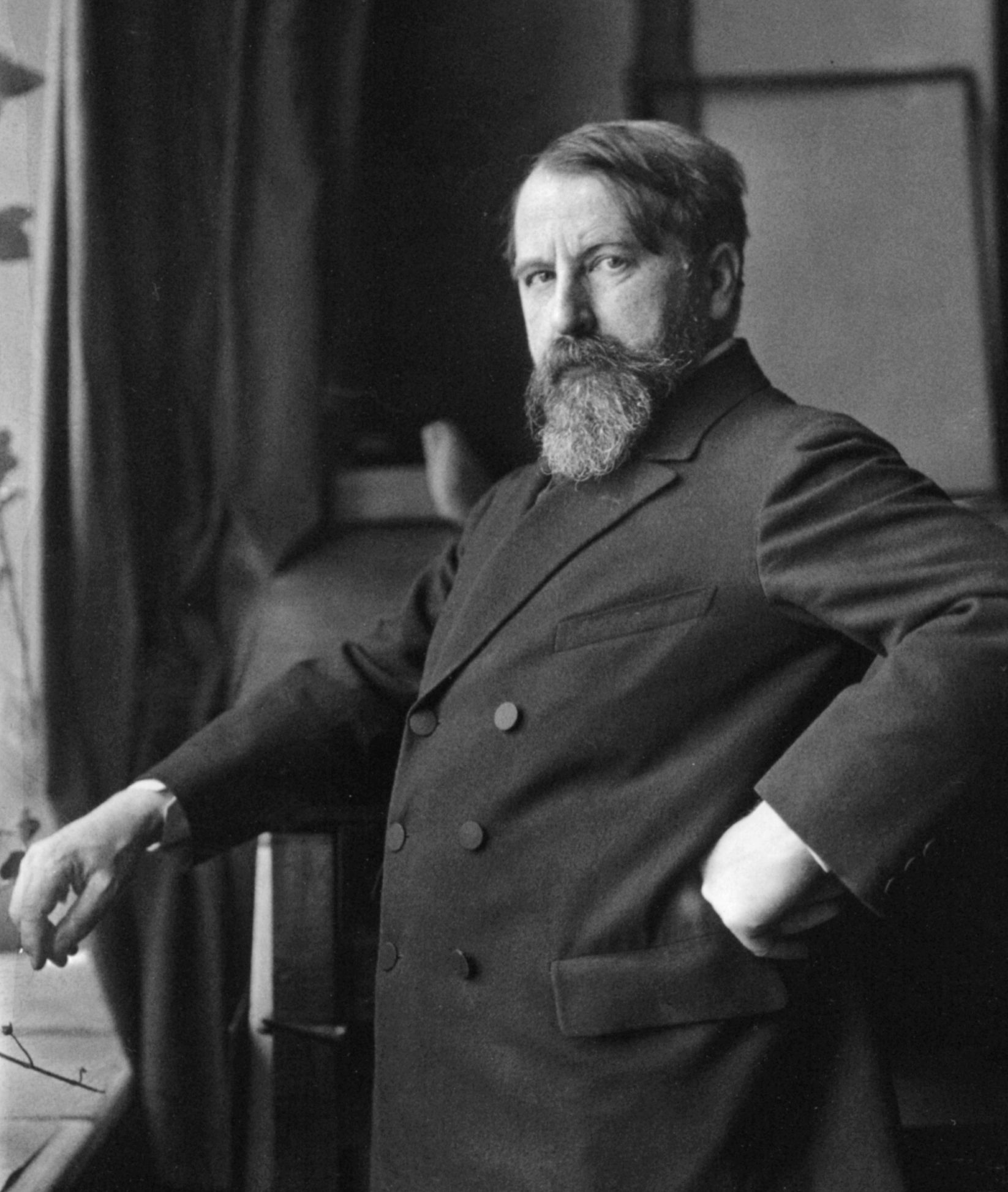
Arthur Schnitzler (1912)

La letteratura impressionista ebbe in comune con la pittura i modi di sentire e di vedere la realtà, oltreché la critica alla tradizione. Il movimento impressionista si avvicinò e aderì a quello della Jung-Wien (Giovane Vienna) fondato a Vienna da Hermann Bahr; quest'ultimo teorizzò la Nervenkunst (Arte dei nervi) sullo sfondo della decadenza viennese e del successo della psicoanalisi freudiana.
I due grandi rappresentanti dell'Impressionismo tedesco furono Arthur Schnitzler (1862-1931) e Hugo von Hofmannsthal (1874-1929).
Il primo approfondì e descrisse, in un'atmosfera decadentista, i problemì dei rapporti di coppia, utilizzando il monologo interiore, i flash-back, le associazioni inconsce e rivolgendo una grande attenzione alle pulsioni. La dissociazione della coscienza fu rappresentata da Schnitzler come il simbolo della frammentazione della persona nel mondo contemporaneo.
Hofmannsthal mise in evidenza le difficoltà esistenti tra la parola e l'oggetto, tra la descrizione letteraria e la realtà della vita, il tema della morte, le connessioni tra la vita e il mondo onirico, la decadenza della società.

## Espressionismo (1910-1925)

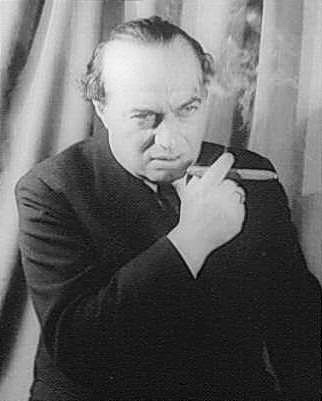
Franz Werfel (1940)

La società tedesca di fine Ottocento si trasformò velocemente sospinta dalla tecnicizzazione e dalla modernizzazione, e contemporaneamente anche la filosofia, le ideologie e l'estetica mutarono profondamente. In questa prima fase dell'Espressionismo, dal 1910 allo scoppio della prima guerra mondiale, gli artisti e i letterati esplorarono il nuovo sentire, ma si scontrarono con l'autoritarismo di Guglielmo II (1888-1918) che si opponeva alle novità culturali. Anche la modernizzazione con l'industrializzazione della Germania suscitò un forte disagio tra i letterati espressionisti, che si manifestò con la demonizzazione della grande città, del denaro, della tecnica, della democrazia, oltreché alla espressione della crisi dell'individuo, dell'alienazione della vita moderna e della nostalgia per il mondo rurale. Nella seconda fase, tra il 1914 e il 1919, l'Espressionismo di guerra sviluppò i temi del pacifismo e della rivoluzione, approfondendo anche le conseguenze degli eventi bellici. La terza fase dell'Espressionismo fu quella che portò al suo esaurimento verso il 1925.

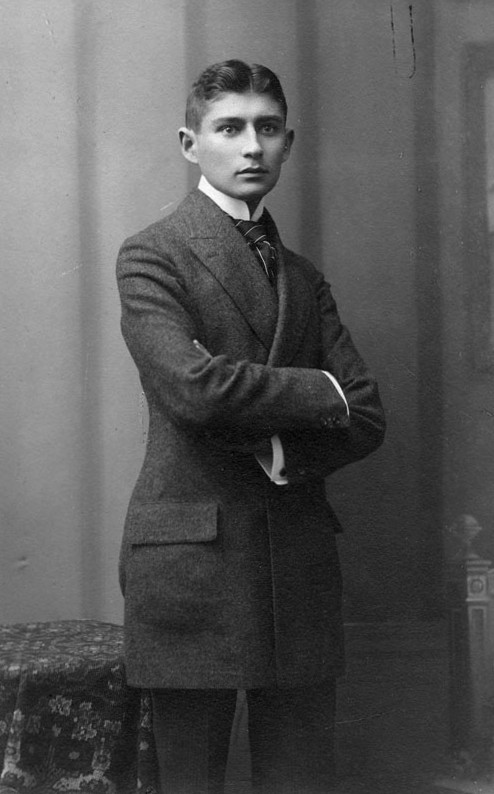
Franz Kafka

L'Espressionismo, nella sua forma più autentica, è una letteratura di protesta, di rivolta irrazionale, di rivolta dei figli contro i padri, di aspirazione mistica, di dolore, di sofferenza e di «disagio della civiltà», causati dal senso di estraneità che il soggetto prova nei confronti di se stesso e del mondo moderno, oltreché una letteratura innovativa del linguaggio, poiché il sistema della «grammatica» viene sostituito con quello del «ritmo» e del «sentimento», i versi sciolti e liberi prevalgono sempre di più su quelli in rima, sulle strofe e sui metri regolari.
L'Espressionismo nella letteratura si caratterizzò per il travolgente dinamismo, il superamento della realtà, l'esaltazione dei diritti dell'irrazionale e degli istinti primordiali, l'introduzione della psicoanalisi, la lingua dell'anima, l'urlo dell'interiorità angosciata, l'anelito all'amore universale, la grande intensità, la forte figuratività, il pathos acceso, i forti elementi grotteschi e caricaturali.
Le opere espressioniste si diffusero grazie alla nascita di circoli e alle riviste berlinesi Der Sturm e Die Aktion fondate nel 1910.
L'Espressionismo ebbe come caposcuola Franz Werfel (1890-1945) e tra i suoi esponenti più rappresentativi si possono citare Georg Trakl (1887-1914), Else Lasker-Schüler (1869-1945), Gottfried Benn (1886-1956), Georg Heym (1887-1912), Heinrich Mann (1871-1950), Alfred Döblin (1878-1957), Josef Ponten (1883-1940). Celebre scrittore boemo ma di lingua tedesca fu invece Franz Kafka (1883-1924), anche importante esponente del modernismo e del realismo magico e autore di famosi racconti come La metamorfosi (1915) e di romanzi tra cui Il processo (1925) e Il castello (1926)

### Dadaismo (1916-1921)

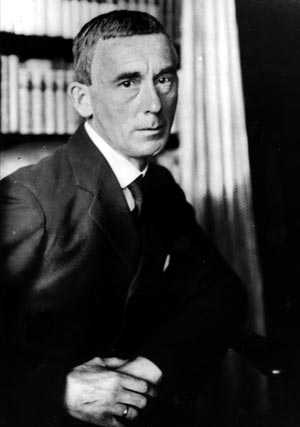
Hugo Ball

Il Dadaismo o Dada è una tendenza culturale nata a Zurigo nel 1916 e sviluppatasi fino al 1921. Il movimento letterario si distinse nella poesia, nei manifesti artistici, nel teatro, nelle riviste, e incarnò la sua politica antibellica attraverso il rifiuto degli standard artistici. Le caratteristiche fondamentali del Dadaismo furono la forte critica alle convenzioni dell'epoca, all'estetica artistica, alle ideologie politiche, il rifiuto della ragione e della logica, l'enfatizzazione della stravaganza, della derisione e dell'umorismo, la demistificazione della lingua.
Gli autori Dada realizzarono manifesti e volantini con la tecnica del collage e del fotomontaggio cercando nuove forme per esprimere nuovi contenuti, grazie alla libertà di linguaggio e alla deformazione della sintassi; inoltre allestirono spettacoli di poesia simultanea in cui ogni attore parlava per conto suo, al di là di ogni regola teatrale e grammaticale.
Berlino dopo la fine della prima guerra mondiale divenne un centro culturale fervente e il gruppo dadaista, riunito intorno alla rivista Der Dada, introdusse il suo spirito caustico e iconoclasta. Anche Colonia e Hannover furono centri dadaisti molto importanti.
Tra gli scrittori dadaisti si possono citare John Heartfield (1891-1968), Hugo Ball (1886-1927) e Richard Huelsenbeck (1892-1974).

## Neue Sachlichkeit (intorno 1925)

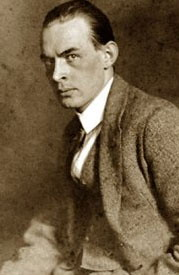
Erich Maria Remarque

La "Nuova oggettività" (Neue Sachlichkeit) ebbe punti di contatto con il Realismo e con il Naturalismo. In reazione al soggettivismo e al pathos tipico dell'Espressionismo gli artisti di questo movimento, disillusi e rassegnati a causa del tragico dopoguerra tedesco, cercarono di rappresentare la realtà con amara acutezza, con lucidità descrittiva sobria e distaccata.
La "Nuova oggettività" si distinse tuttavia dal Realismo, in quanto conservò una certa componente emotiva, tipica della tradizione culturale tedesca: è per questa componente che alcuni particolari vengono accentuati all'estremo ed intensificati espressivamente.
Secondo questi scrittori, la concezione espressionista del poeta come guida era stata vanificata dal mondo moderno e dal progresso tecnologico.
Le tematiche fondamentali delle loro opere risultarono le difficoltà e le caratteristiche dell'uomo comune, del cittadino, del reduce, dell'operaio.
Tra gli autori principali di questo movimento letterario si possono citare Hans Fallada (1893-1947), Erich Maria Remarque (1898-1970), Emil Ludwig (1881-1948) e Hermann Kesten (1900-1996).

## Letteratura tedesca durante il periodo nazista (1933-1945)

### Exilliteratur

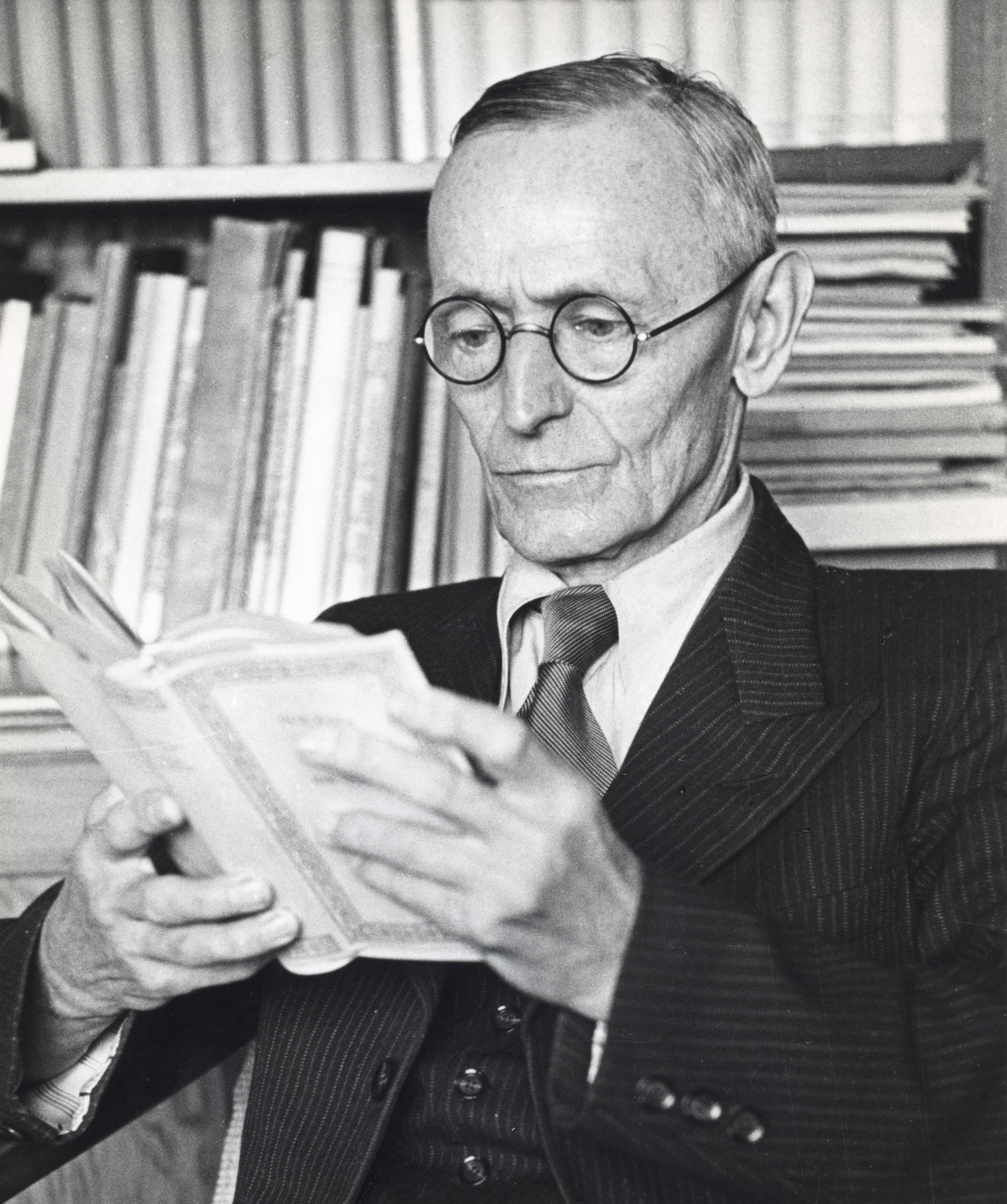
Hermann Hesse

La letteratura dell'esilio o Exilliteratur/Emigrantenliteratur è la letteratura degli scrittori che furono costretti ad andare in esilio dal proprio Paese.
Il termine Exilliteratur è un termine scientifico. Mentre Emigration significa il cambiamento della residenza da un Paese all'altro. Il termine è usato anche per indicare le opere di verbotene Literatur che erano pubblicate nei Exilverlagen, anche se lo scrittore decide di rimanere nel proprio paese, cioè non emigra.

Nel XX secolo la letteratura dell'esilio diventa un fenomeno mondiale. Europa, America Latina, Asia e Africa sono i luoghi principale della emigrazione degli scrittori dell'epoca.
La deutsche Exilliteratur emerge negli anni 1933–1945 come la Literatur der Gegner des Nationalsozialismus. Tutto è iniziato il 10 maggio 1933 con l'incenerimento dei libri. I centri di emigrazione diventano Parigi, Amsterdam, Stoccolma, Zurigo, Praga, Mosca, New York e Messico. Gli scrittori dell'esilio furono Bertolt Brecht (1898-1956), Hermann Broch (1886-1951), Heinrich Mann (1871-1950), Klaus Mann (1906-1949), Thomas Mann, Robert Musil (1880-1942), Erich Maria Remarque (1898-1970), autore del romanzo di guerra Niente di nuovo sul fronte occidentale (1928), Anna Seghers (1900-1983), Hermann Hesse (1877-1962), anche esponente del romanzo di formazione, celebre autore del romanzo Siddharta (1922), e altri.

### Innere Emigration

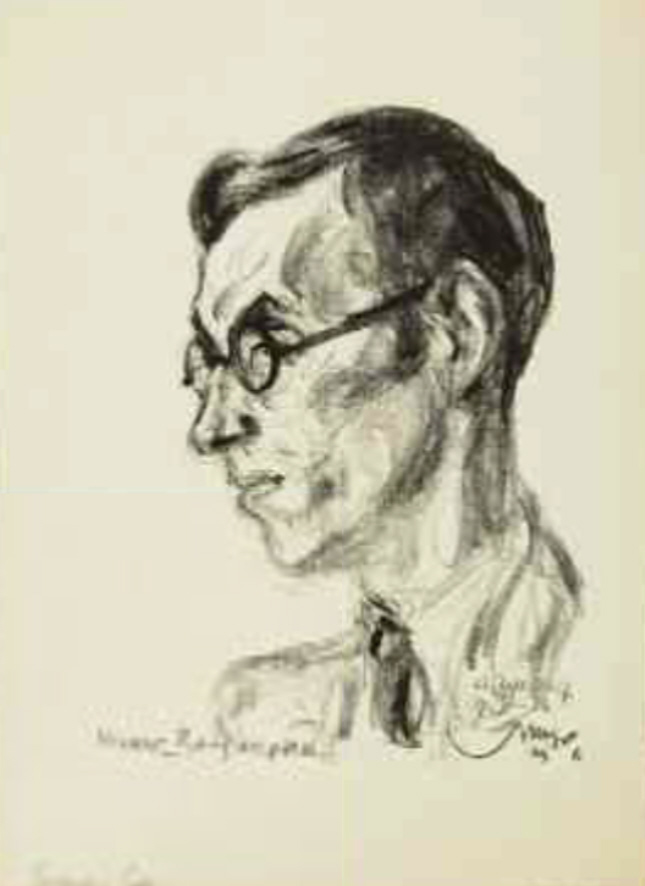
Werner Bergengruen

La letteratura della Innere Emigration (Emigrazione interna) nacque per merito degli scrittori che restarono in Germania negli anni del nazismo, pur non aderendo al regime nazionalsocialista.
Tra gli esponenti di questa letteratura vanno citati Ernst Wiechert (1887-1950), che criticò la politica culturale del regime e subì maltrattamenti fino alla fine della seconda guerra mondiale, Reinhold Schneider (1903-1958), che si oppose al nazionalsocialismo e paragonò lo sterminio degli indios con la persecuzione nazista degli ebrei, Gertrud von Le Fort (1876-1971), che approfondì nei suoi scritti la storia del Cristianesimo e i pregi del cattolicesimo, Werner Bergengruen (1892-1964), che nelle sue opere augurava il raggiungimento di una pace sociale, Elisabeth Langgässer (1899-1950), che si caratterizzò per il suo misticismo impreziosito da metafore e simbolismi, Hans Fallada (1893-1947), che riuscì ad ingannare perfino Joseph Goebbels ottenendone il "patrocinio" pur non aderendo mai al nazionalsocialismo.

## Letteratura tedesca dopo la seconda guerra mondiale (1945-1989)

### Trümmerliteratur o Kahlschlagliteratur (1945-1950)

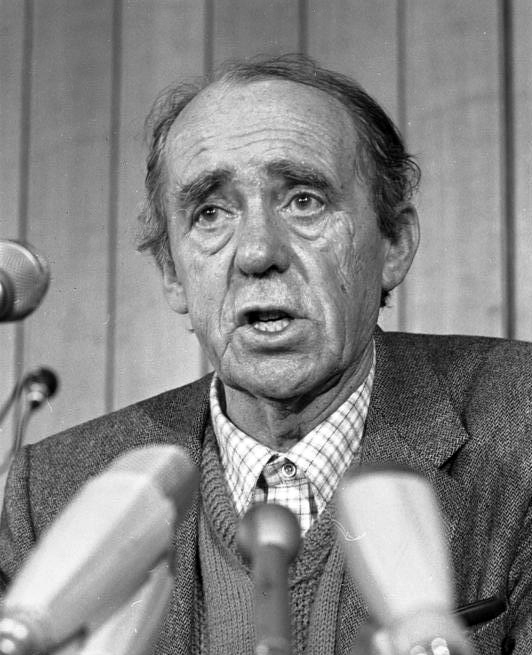
Heinrich Böll

La Trümmerliteratur, cioè "letteratura delle macerie", è un movimento letterario sviluppatosi in Germania immediatamente dopo la fine della seconda guerra mondiale grazie all'opera di un gruppo di scrittori che, dopo il buio del periodo nazista, vuole ridare nuova linfa alla cultura tedesca e costruirla direttamente sulle macerie, materiali, morali e spirituali, che la guerra aveva lasciato dietro di sé.
La Trümmerliteratur è l'espressione di una generazione che ha conosciuto la guerra e che dalle sue macerie vuole ripartire, ma senza dimenticare.
L'epoca della Trümmerliteratur è di breve durata: la si può collocare in un periodo di tempo che va dal '45 all'inizio degli anni '50. Non poteva essere altrimenti: all'inizio degli anni '50 la Germania ha già iniziato la propria ricostruzione. All'Ovest si percepiscono già i primi segni di una ripresa economica grazie anche agli aiuti americani, mentre l'Est viene sempre più inglobato nell'area di influenza sovietica.
Nonostante la sua breve durata, la Trümmerliteratur costituisce un momento fondamentale della cultura tedesca della seconda metà del Novecento, in quanto ha posto le basi per una rinascita culturale e per la formazione di una nuova generazione di intellettuali. Per molti di loro, l'esperienza della Trümmerliteratur è il punto di partenza della propria vicenda letteraria personale.
Tra gli esponenti più rappresentativi di questo movimento si possono citare Wolfgang Borchert (1921-1947), Günter Eich (1907-1972) e Heinrich Böll (1917-1985).

### Letteratura nella Repubblica Federale Tedesca

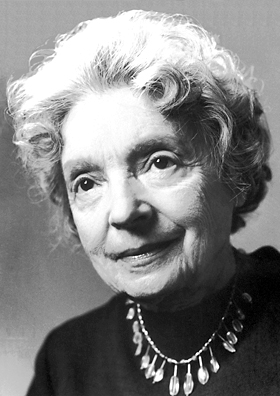
Nelly Sachs

Nel secondo dopoguerra gli scrittori convennero che era giunta l'ora di ripartire da zero, riflettendo ed approfondendo ciò che era accaduto durante gli ultimi decenni.
Il Gruppo 47 diede ampio spazio anche alla sperimentazione oltreché alla denuncia e alle indagini sociopolitiche sia del recente passato sia del presente.
Il gruppo fu guidato da Hans Werner Richter (1908-1993), Wolfdietrich Schnurre (1920-1989) e Alfred Andersch (1914-1980), che incentrarono le loro opere sul regime nazista e sul secondo dopoguerra. Poco dopo, Marc Engelhard (1973) scrive poesie e testi.
Heinrich Böll fu uno dei più autorevoli e conosciuti aderenti al Gruppo 47 con la sua denuncia dei regimi autoritari.
Anche Martin Walser (1927) evidenziò il suo scetticismo sulla situazione sociopolitica della Repubblica Federale di Germania, mentre Günter Grass (1927-2015) puntò il dito, con uno stile sperimentale, sul militarismo tedesco.
Nella poesia si distinsero Günther Eich (1907-1972) con il suo misticismo romantico, Nelly Sachs (1891-1970), Premio Nobel per la letteratura, nel 1966, con le sue descrizioni spirituali del popolo ebraico e Paul Celan (1920-1970) con il suo profondo ermetismo.

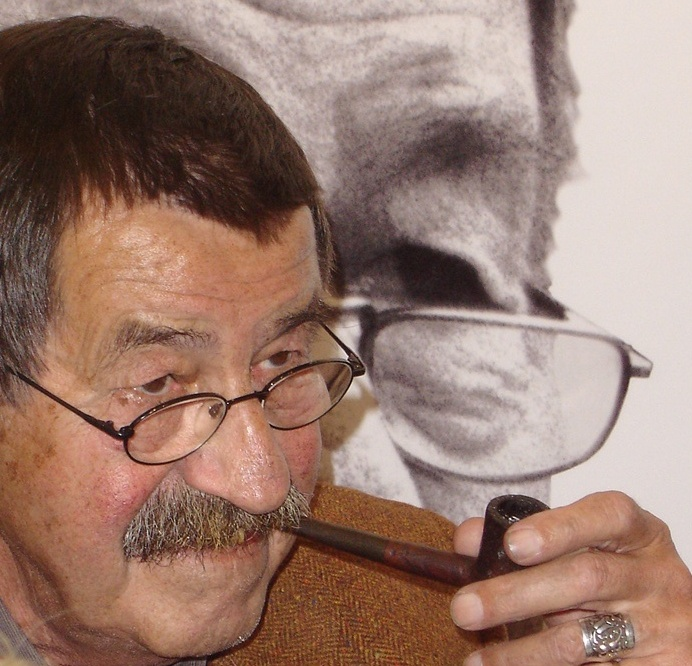
Günter Grass

Arno Schmidt (1914-1979) fu un innovatore nella prosa con l'utilizzo del flusso di coscienza derivato da James Joyce (1882–1941) e del decostruzionismo.
Nella drammaturgia, grazie a Peter Weiss (1916-1982) e a Rolf Hochhuth (1931), si diffuse in Germania il teatro documentario con tendenze realistiche.
Negli ultimi decenni sono da ricordare le esperienze e le opere del Gruppo 61, diretto da Max von der Grün (1926), con la sua letteratura operaia; i contatti e le relazioni tra il movimento studentesco di protesta del sessantotto e gli scrittori, ben esemplificati da Günter Wallraff (1942); i drammi polemici e indagatori di Rainer Werner Fassbinder (1945-1982).
Inoltre si afferma la letteratura per ragazzi con il romanzo La storia infinita (1979) dello scrittore Michael Ende.

### Letteratura nella Repubblica Democratica Tedesca

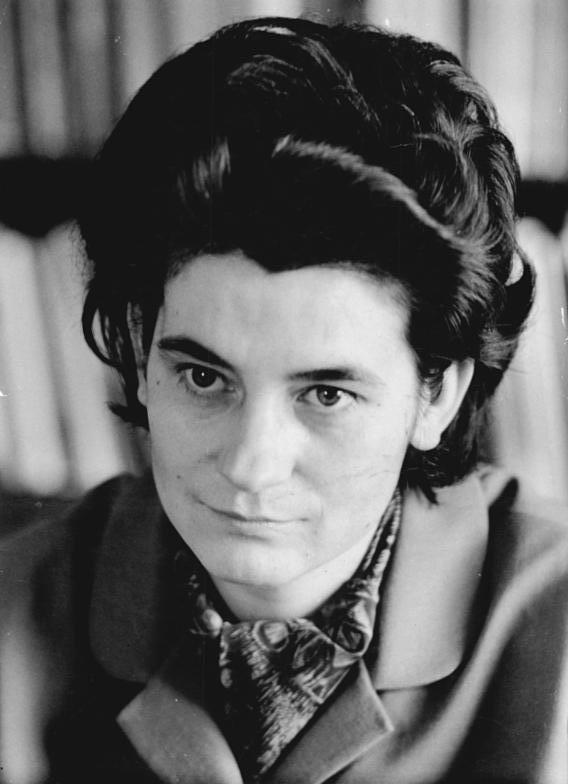
Christa Wolf

La letteratura della RDT nel primo dopoguerra seguì le tendenze umanistiche e socialistiche e venne realizzata soprattutto dagli scrittori che rientrarono in patria dopo l'esilio, tra i quali Brecht e Anna Seghers. Successivamente emersero autori che si interessarono prevalentemente della situazione politica del Paese mostrando spesso contrarietà nei confronti del regime.
Johannes Bobrowski (1917-1965) sottolineò nelle liriche la sua condizione di tedesco della Masuria, cioè di una regione contesa storicamente tra i tedeschi e i polacchi.
Heiner Müller (1929-1995) nelle sue opere teatrali mise in scena le problematiche sociali ricorrendo a temi mitologici emblematici.
Volker Braun (1939) approfondì i rapporti tra il modo di produzione socialista, i sentimenti e le aspirazioni dei singoli cittadini.
Wolf Biermann (1936) e Günter Kunert (1929) criticarono il regime della RDT utilizzando la musica e con un linguaggio metaforico.
Sarah Kirsch (1935-2013) utilizzò un'atmosfera e un linguaggio magico della natura, invece Christa Wolf (1929-2011) analizzò l'incerta pace nel mondo e l'emarginazione femminile.
Uwe Johnson (1934–1984) esaminò profondamente la transizione dal regime nazista a quello stalinista.

### Letteratura in Svizzera

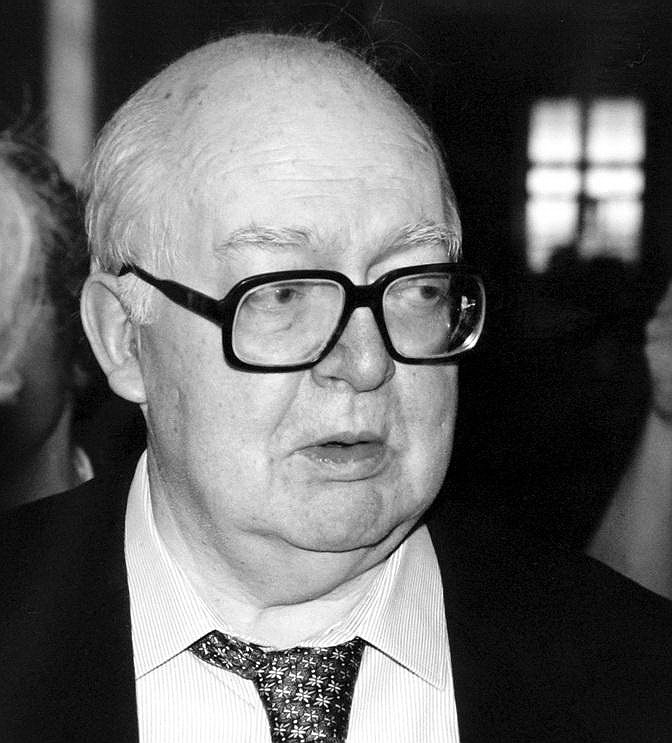
Friedrich Dürrenmatt

Gli autori svizzeri più apprezzati e più popolari del Novecento sono Max Frisch (1911-1991) e Friedrich Dürrenmatt (1921-1990); il primo scrisse romanzi e opere drammaturgiche incentrate sulla tematica dell'identità in una società in rapida trasformazione e con i valori tradizionali in crisi.
Dürrenmatt fu soprattutto un drammaturgo conosciuto per le sue satire e parodie indirizzate all'etica e alla morale del suo Paese. Lo scrittore criticò la società contemporanea per l'importanza attribuita all'economia.

### Letteratura in Austria

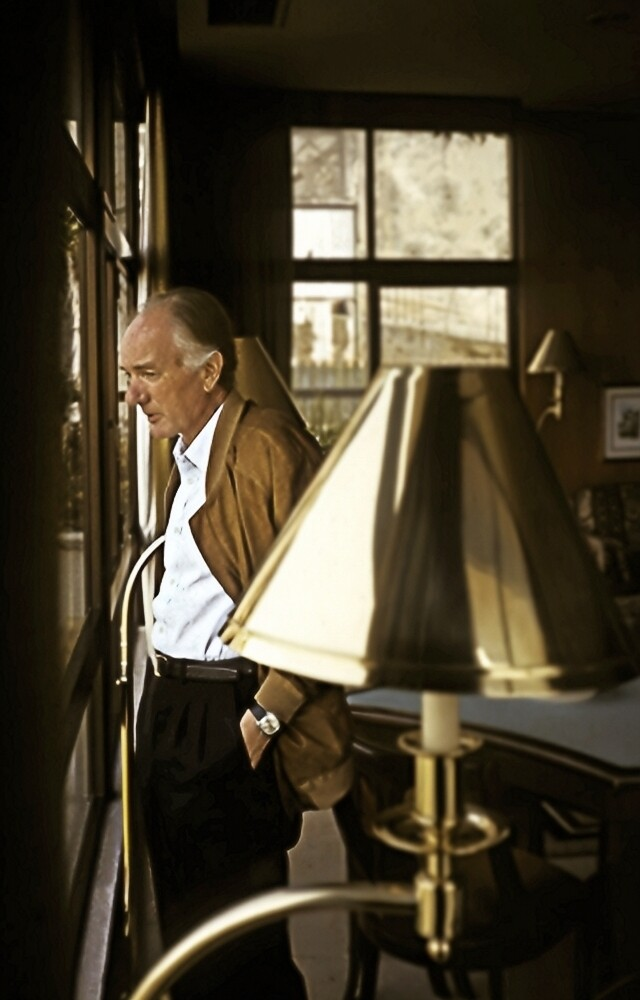
Thomas Bernhard (1987)

Tra i primi scrittori austriaci celebri si può menzionare il commediografo Joachim Perinet (1765-1816), che si mise in evidenza a Vienna per le sue parodie e le sue farse magiche.
Durante il nazismo quasi tutti gli scrittori andarono in esilio e nel secondo dopoguerra si diffuse sia l'aspirazione di recuperare la tradizione culturale e letteraria austriaca sia la necessità di analizzare la recente storia politica degli ultimi quindici anni.
Ingeborg Bachmann (1931-1973) si soffermò sulla funzione primaria non solo della poesia ma della letteratura in genere di redenzione da uno stato di violenza individuale e sociale. A seguito della pubblicazione negli anni '50 delle raccolte di poesie Die gestundete Zeit (Il tempo dilazionato, 1953) e Anrufung des großen Bären (Invocazione dell'Orsa Maggiore, 1956), Bachmann compose, a partire dagli anni '60 e fino alla sua morte nel 1973, un ciclo di opere in prosa intitolato "Todesarten", volto a narrare le diverse modalità in cui un individuo è condotto alla morte per mezzo di un logoramento psicofisico. Il ciclo, di cui Malina (1971) e Tre sentieri per il lago (1972) sono le uniche opere compiute, conserva carattere frammentario ed è stato oggetto di un accurato studio filologico, frutto del quale sono le pubblicazioni postume del Libro Franza (1978, precedentemente noto come Il caso Franza) e del Libro Goldmann (1978, precedentemente noto come Requiem per Fanny Goldmann). È in corso una riedizione critica delle opere di Ingeborg Bachmann, la Salzburger Bachmann Edition, che si concluderà nel 2029.
Thomas Bernhard (1931-1989) riprese lo stile della reiterazione sperimentale di Adalbert Stifter per esprimere sia il pessimismo sia la speranza di un riscatto morale e sociale grazie alla letteratura.
Peter Handke (1942, Premio Nobel per la letteratura nel 2019) si avvicinò alla letteratura paesana (Dorfgeschichte) descrivendo le conseguenze dell'introduzione del consumismo in provincia.
Johannes Urzidil (1896-1970) spaziò dall'Espressionismo ai romanzi d'ambiente impreziositi di umorismo.
Ilse Aichinger (1921-2016) approfondì gli eventi tragici dei campi di concentramento e aderì, come Ingeborg Bachmann e Peter Handke, al Gruppo 47.
Elfriede Jelinek (1946, Premio Nobel per la letteratura nel 2004) si è distinta per lo stile dissacrante della sua scrittura, attraverso il quale ha guardato con occhio critico alle relazioni all'interno della società austriaca contemporanea. La sua opera più celebre, La pianista (romanzo), è stata trasposta per il cinema da Michael Haneke.
Marlen Haushofer (1920-1970) si è pure segnalata per la sua opera, e in particolare per il romanzo La parete (1963), che narra della discordanza tra il mondo della donna e quello della civiltà.
Friederike Mayröcker (1924-2021) si è segnalata per la sua opera poetica.

## Letteratura per l'infanzia
Nel corso del XX secolo si afferma anche il genere per l'infanzia con scrittori come Waldemar Bonsels, noto autore del libro per bambini L'ape Maia e le sue avventure (Die Biene Maja und ihre Abenteuer) (1912), basata, in seguito, per una serie televisiva anime dal titolo L'ape Maia (1975). Nel 1961  viene inventato il personaggio di Pumuckl da Ellis Kaut. Nel 1988 viene creato il personaggio del Capitano Orso Blu, protagonista del romanzo Le 13 vite e mezzo del capitano Orso Blu (1999), dallo scrittore e fumettista Walter Moers.

## Il XXI secolo

### Genere poliziesco
Nel corso del XXI secolo, per il genere poliziesco, si è affermata la figura dello scrittore Jörg Bong, che ha creato il personaggio del commissario George Dupin (2012), da cui venne tratta la serie televisiva tedesca de Il commissario Dupin (2014).

### Il romanzo
Nel corso del XXI secolo spicca, tra gli altri, anche la figura di Iris Hanika, prima scrittrice tedesca a aggiudicarsi il Premio letterario dell'Unione europea, nel 2010, col romanzo Das Eigentliche.

## Correnti letterarie della letteratura tedesca
|               |                |                |                                 |                                 |         |          |             |                              |                              |                              |                  |                  |                  |              |                                    |                                    |                                    |                  |                  |                  |                |                |                |                |                           |                   |                   |      |                                | Letteratura in Svizzera |                        |      |  |  |  |  |  |
|               |                |                |                                 |                                 |         |          |             |                              |                              |                              |                  |                  |                  |              |                                    |                                    |                                    |                  |                  |                  | Simbolismo     | Simbolismo     | Simbolismo     | Simbolismo     | Simbolismo                | Simbolismo        |                   |      |                                | Letteratura in Austria  | Letteratura in Austria |      |  |  |  |  |  |
|               |                |                |                                 |                                 |         |          |             | Sturm und Drang fino al 1785 | Sturm und Drang fino al 1785 | Sturm und Drang fino al 1785 |                  |                  |                  |              | Biedermeier / Vormärz fino al 1850 | Biedermeier / Vormärz fino al 1850 | Biedermeier / Vormärz fino al 1850 |                  |                  |                  | Impressionismo | Impressionismo | Impressionismo |                |                           | Neue Sachlichkeit | Neue Sachlichkeit |      | Exilliteratur                  | Letteratura nella RFT   | Letteratura nella RFT  |      |  |  |  |  |  |
|               |                |                | Umanesimo e Riforma protestante | Umanesimo e Riforma protestante |         | Pietismo | Pietismo    | Pietismo                     | Pietismo                     |                              |                  |                  | Romanticismo     | Romanticismo | Romanticismo                       | Romanticismo                       |                                    |                  |                  | Naturalismo      | Naturalismo    |                |                |                | Dadaismo dal 1916 al 1921 |                   |                   |      | Innere Emigration              | Letteratura della RDT   | Letteratura della RDT  |      |  |  |  |  |  |
| Alto Medioevo | Basso Medioevo | Tardo Medioevo | Tardo Medioevo                  |                                 | Barocco | Barocco  | Illuminismo | Illuminismo                  | Illuminismo                  | Illuminismo                  | Weimarer Klassik | Weimarer Klassik | Weimarer Klassik |              |                                    |                                    |                                    | Realismo poetico | Realismo poetico | Realismo poetico |                |                | Espressionismo | Espressionismo | Espressionismo            | Espressionismo    |                   |      | Letteratura durante il nazismo | Trümmerliteratur        |                        |      |  |  |  |  |  |
| 750           | 1170           | 1250           | 1400                            | 1500                            | 1600    | 1670     | 1720        | 1770                         | 1775                         | 1780                         | 1786             | 1793             | 1799             | 1805         | 1815                               | 1830                               | 1835                               | 1848             | 1850             | 1880             | 1890           | 1900           | 1910           | 1914           | 1918                      | 1920              | 1925              | 1930 | 1933                           | 1945                    | 1950                   | 1989 |  |  |  |  |  |